# 橫濱站

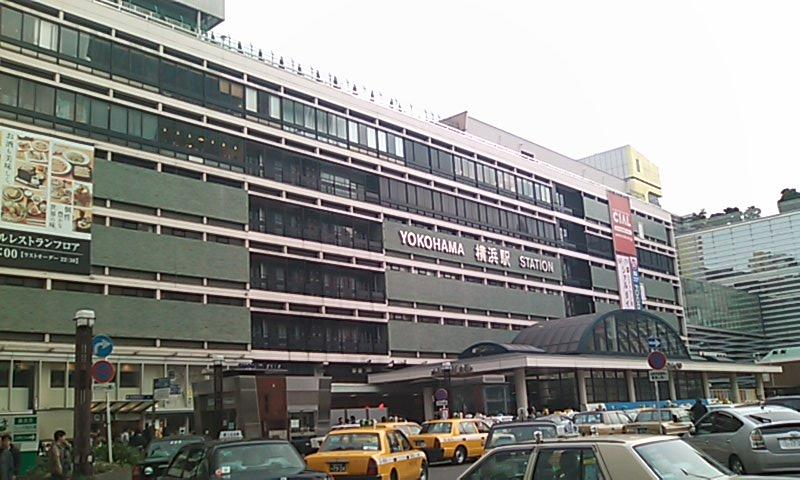
西口站房（2010年4月9日）

橫濱站（日语：〔〕／ Yokohama eki */?）位於日本神奈川縣橫濱市西區，是東日本旅客鐵道（JR東日本）、東急電鐵（東急）、京濱急行電鐵（京急）、相模鐵道（相鐵）、橫濱市交通局（橫濱市營地下鐵）、橫濱高速鐵道的鐵路車站。
JR東日本與京急站體位於高島二丁目，東急、相鐵、橫濱市營地下鐵、橫濱高速鐵道站體位於南幸一丁目。

## 概要
作為橫濱市的中心車站，橫濱站是JR、私鐵、地下鐵各線聚集的交通總站。本站共計有6公司路線停靠，是日本最多鐵道業者停靠的單一車站。
1日平均上下車人次約224萬人次（2015年度），全年上下車人次達約8億1700萬人次。該數字僅次於新宿站、澀谷站、池袋站、大阪／梅田站。
現在的橫濱站已是第三代車站，第一代的「橫濱站」為櫻木町站的前身，第二代「橫濱站」則在現在的橫濱市營地下鐵高島町站附近。
本站站內與車站周邊不斷進行大型工程，從1915年開業以來至現在為止還未結束所有工程計畫。因此又被戲稱為「日本的聖家堂」。
JR橫濱站的事務管碼為▲460114。

### 停靠路線

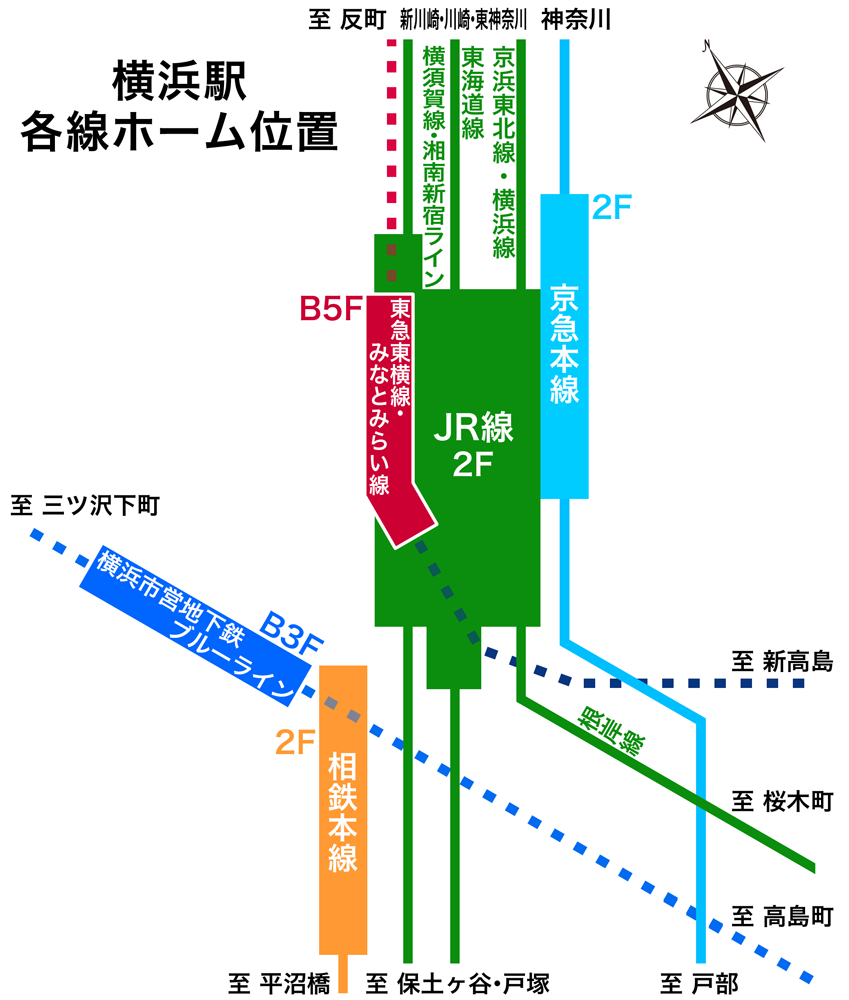
各公司車站的位置關係

此站有以下6間公司路線停靠。
- JR東日本：各線（後述）
- 東急電鐵： 東橫線 - 車站編號「TY21」
- 橫濱高速鐵道： 港未來線 - 車站編號「MM01」
- 京濱急行電鐵： 本線 - 車站編號「KK37」
- 相模鐵道： 相鐵本線 - 車站編號「SO01」
- 橫濱市交通局： 橫濱市營地下鐵藍線 - 車站編號「B20」

上述路線中，JR根岸線、相鐵本線與橫濱高速鐵道港未來線以本站為起點；相對地，東急東橫線則以本站為終點。不過，東急東橫線與橫濱高速鐵道港未來線實施直通運轉，兩家公司共用同一設施（車站由東急管理）。此外，東急與橫濱高速鐵道經由東京地下鐵副都心線，與東武鐵道、西武鐵道實施五家公司之間的相互直通運轉。進一步來說，自2023年3月18日起，因東急新橫濱線與相鐵新橫濱線開始實施直通運轉，部分由東急列車運行的班次也設定為進出相鐵的橫濱站，導致東急列車會進入兩個不同的橫濱站。此外，京急經由都營地下鐵淺草線與京成電鐵、北總鐵道（僅限部分時段）實施直通運轉，因此都營淺草線的列車，以及僅限平日時段的少數京成列車，也會進入京急的車站。

### JR東日本停靠路線
JR東日本在軌道名稱上停靠本站的路線有所屬線東海道本線，以及以此站為起點途經根岸站至大船站的根岸線兩條路線。一般列車的運行系統如下（詳情參見各路線條目以及「鐵道路線的名稱」）。
- 東海道線：直通東海道本線大船站以西的藤澤站、小田原站的中距離電車（湘南電車）。分為東京站到發系統、以及途經東京站、上野站直通東北本線（宇都宮線）、高崎線的上野東京線。 - 車站編號「JT 05」

- 横須賀線：途經東海道本線（途經品鶴線）直通大船站的橫須賀線。上行列車大多經東京站直通總武快速線。 - 車站編號「JO 13」

- 湘南新宿線：經東海道本線（經品鶴線），途中戶塚站至西大井站與橫須賀線使用同一線路，至新宿站由東海道線直通高崎線、由橫須賀線直通東北本線（宇都宮線）。 - 車站編號「JS 13」

- 京濱東北線、根岸線：東海道本線川崎站、東京站方向與橫濱站、根岸線方向連結的近距離電車，途經此站的所有列車直通兩線 - 車站編號「JK 12」

- 橫濱線：橫濱線的起點是東海道本線東神奈川站，但白天多數列車與早晚部分列車途經此站直通根岸線。 - 車站編號「JK 12」

東海道本線從本站往西的大船站方向是東海道線列車線與橫須賀線（舊貨物線）組成的複複線，本站往東的東京都心方向則是加上直通根岸線的電車線（京濱東北線），呈現3複線形式。在路線行駛上，京濱東北線與橫濱線使用電車線，東海道線的東京站起訖列車使用列車線，橫須賀線與湘南新宿線使用橫須賀線線路。電車線（京濱東北線）與東海道線列車線是行經川崎站的本線，橫須賀線線路是經武藏小杉站的支線（品鶴線）。
至於JR主要優等列車，包含經東海道本線直通伊東線、伊豆急行線等線的特急「踴子」、「超景踴子」（基本上為東京站起訖，不過後者也有經新宿站直通湘南新宿線的班次）、經橫須賀線直通總武本線、成田線往成田機場站的特急「成田特快」（部分班次以本站為起訖站）、經東海道本線往山陰、四國方向的寢台特急「Sunrise瀨戶」、「Sunrise出雲」等，基本上是全列車停車。但是，以遠近分離設計的返家尖峰時刻東海道線通勤快速與早晨尖峰時刻「Home Liner」、「湘南Liner」（部分列車行駛東海道貨物線因此未經本站）不停本站。
依據特定都區市內制度，本站屬於「橫濱市內」，是車費計算的中心站。

## 歷史
現在的橫濱站一帶在幕末以前仍是海洋，明治維新後高島嘉右衛門開始進行填海造陸，並鋪設鐵道。現在西口附近的「平沼」便是源自於當時的地名。

#### 初代
- 1872年6月12日（明治5年（舊曆）5月7日）：至品川站的鐵道路線開通，橫濱站（初代）開業。是日本最早的鐵道車站之一，位置相當於現在的櫻木町站。站房由美國建築師Richard P. Bridgens所設計[5]。
- 1887年（明治20年）7月11日：橫濱站（初代）- 國府津站間開通。新橋站方向與國府津站方向直通列車在初代橫濱站進行轉向。
- 1898年（明治31年）8月1日：為消除東海道本線的轉向動作，新建繞過初代橫濱站的短絡直通線。往橫濱站以西的直行優等列車在上行改停程谷站（現在的保土谷站），下行改停神奈川站（日语：神奈川駅 (国鉄)），橫濱站 - 程谷站間設有接駁列車。
- 1901年（明治34年）10月10日：為方便短絡線上的民眾搭乘，新設平沼站（日语：平沼駅 (国鉄)）（靠近現在的橫濱站）。平沼站取代神奈川站與程谷站成為優等列車停靠站。
- 1914年（大正3年）12月20日：京濱間電車開始運行，橫濱側的臨時終點站高島町站開業。

#### 第2代
- 1915年（大正4年）8月15日：為讓東海道本線停靠橫濱，在現在地下鐵高島町站附近新設橫濱站（第2代）（客運車站）。橫濱站（初代）改稱櫻木町站。廢止平沼站。高島町站成為橫濱站京濱線月台。
- 1923年（大正12年）
  - 9月1日：站房因關東大地震燒毀。
  - 9月7日：臨時站房啟用。此時的平沼已完全形成陸地。
- 1928年（昭和3年）
  - 5月18日：東京橫濱電鐵（日语：東京横浜電鉄）線（現在的東急東橫線）開通。

#### 第3代
- 1928年（昭和3年）
  - 10月15日：橫濱站往北側的現址移動。東海道本線更改為現行路線。廢止神奈川站。
  - 此時的橫濱站僅有汽車線月台。沒有京濱線月台。因此，車站東口設有京濱線臨時月台。第2代橫濱站僅存於站內的高島口乘降場。
- 1930年（昭和5年）
  - 1月26日：京濱線橫濱 - 櫻木町區間變更路線，橫濱站設置京濱線月台。關閉高島口乘降場[6][注 1]。
  - 2月5日 - 京濱電氣鐵道線（現在的京急本線）開通。
- 1933年（昭和8年）12月27日：神中鐵道線（現在的相鐵本線）開通。在現在的西口設置砂石存放場。
- 1945年（昭和20年）5月29日：橫濱大空襲，大半車站設備燒毀。
- 1957年（昭和32年）12月9日：北側的自由地下通道啟用。
- 1959年（昭和34年）7月16日：橫濱市營無軌電車（日语：横浜市営トロリーバス）駛入橫濱站西口。
- 1962年（昭和37年）11月23日：東急東橫線月台從島式1面2線改為不規則相對式2面2線。
- 1965年（昭和40年）10月1日：開設「綠色窗口」。
- 1967年（昭和42年）：東急東橫線月台從不規則相對式2面2線改為相對式。
- 1968年（昭和43年）8月31日：廢止橫濱市電橫濱站西口電停。
- 1971年（昭和46年）3月20日：廢止橫濱市電橫濱站前電停。
- 1972年（昭和47年）3月31日：廢止橫濱市營無軌電車。
- 1974年（昭和49年）
  - 2月8日：相鐵線月台改建工程完成，改為地上2層4面3線構造。
  - 5月26日：京急線月台從不規則相對式2面2線改為島式1面2線。
- 1976年（昭和51年）9月4日：橫濱市營地下鐵3號線開通。
- 1980年（昭和55年）
  - 10月1日：SM分離（東海道線與橫須賀線分離運行），橫須賀線新設月台。
  - 11月7日：東口新站房、東西自由通道啟用。
- 1985年（昭和60年）3月14日：橫濱市營地下鐵3號線橫濱站 - 新橫濱站通車。
- 1986年（昭和61年）11月1日：國鐵站廢止行李業務。
- 1987年（昭和62年）4月1日：國鐵分割民營化，國鐵車站由JR東日本繼承。
- 1995年（平成7年）4月19日：橫濱站異臭事件（日语：横浜駅異臭事件）。
- 1999年（平成11年）：入選關東車站百選。
  - 2月27日：相鐵改點，成為新增的快速停靠站。
  - 7月31日：京急線改點，廢除京急蒲田 - 新逗子間的急行。
- 2001年（平成13年）11月18日：JR東日本啟用IC卡「Suica」。
- 2002年（平成14年）：橫濱市營地下鐵啟用車站編號。

- 2004年（平成16年）

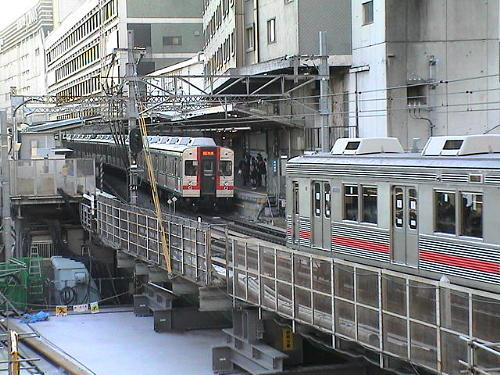
舊東橫線月台（2004年1月29日）

  - 1月30日：東急東橫線本站 - 櫻木町間最後一天營業（31日廢止）。同時同線高架月台停止使用。
  - 1月31日：東急東橫線月台地下化。北通道、南通道啟用。東西自由通道更名為「中央通道」。
  - 2月1日：橫濱高速鐵道港未來線開通，與東急東橫線開始相互直通運轉。
- 2006年（平成18年）7月22日：京急線月台從島式1面2線改為不規則相對式2面2線。睽違32年回到上下方向別單式2面2線構造。
- 2007年（平成19年）
  - 3月18日：東急、京急、相鐵、橫濱高速、橫濱市營地下鐵啟用IC卡「PASMO」。
  - 4月28日：橫濱市營地下鐵月台門啟用。
- 2008年（平成20年）12月23日 - 京急導入車站音樂。
- 2010年（平成22年）
  - 4月25日：橫須賀線、湘南新宿線月台（9、10號線）拓寬工程完工。
  - 5月16日：京急改點，成為新設的機場急行停靠站。
  - 10月21日：京急導入車站編號。
- 2012年（平成24年）
  - 5月1日：橫濱市營地下鐵啟用無線網路服務docomo Wi-Fi（日语：docomo Wi-Fi）。
- 2014年（平成26年）：相鐵導入車站編號。
  - 4月27日：相鐵改點，稱為新設的特急停靠站。
- 2015年（平成27年）
  - 3月7日：東急東橫線、港未來線月台啟用月台門。
  - 5月21日：京急導入副站名「SOGO、PORTA前」。
  - 7月18日：橫濱市營地下鐵改點，成為新設的快速停靠站。
  - 12月：相鐵3號線設置月台門[7]。
- 2016年（平成28年）
  - 3月6日：相鐵3號線啟用月台門。
  - 12月20日：相鐵2號線設置月台門。
- 2017年（平成29年）
  - 2月21日：相鐵1號線設置月台門。
- 2018年（平成30年）3月6日：中央通路與西口地下「JOINUS」之間的地下通道暫定開通。
- 2019年（令和元年）
  - 7月21日：横浜駅西口開発ビル・駅前棟（現 JR横浜TOWER）1階通路部分「アトリウム」の使用開始[8]。
  - 9月19日：京急線1・2號月台設置月台門[9]。
  - 11月13日：京濱東北・根岸線3・4號月台設置月台門[10]。
  - 12月7日：中央通路與西口地下「JOINUS」之間的地下通道正式開通[11][12]。
- 2020年（令和2年）
  - 6月18日：附設於JR橫濱塔的商業設施「CIAL橫濱」開業；同日，連接JR橫濱塔與JR橫濱鶴屋町大樓的行人天橋「Hama Rail Walk（はまレールウォーク）」正式啟用[JR東 1]。
  - 6月24日：附設於JR橫濱塔的商業設施「NEWoMan（日语：NEWoMan）橫濱」[JR東 2]、影城「T·Joy（日语：ティ・ジョイ）橫濱」、以及開放式工作空間「STATION SWITCH」開幕[JR東 3]。
  - 6月27日：附設於JR橫濱鶴屋町大樓的商業設施「CIAL橫濱 ANNEX」及飯店「JR東日本METS飯店橫濱」開業[JR東 1]。
  - 8月7日：附設於JR橫濱鶴屋町大樓的健身房「JEXER健身＆Spa橫濱」正式開幕[JR東 1]。
  - 8月10日：JR東日本的中央南剪票口與南剪票口之間的新站內通道、電梯，以及候車區域「SOUTH COURT」啟用[JR東 4]。同日，站內商業設施「ecute edition橫濱」開業[JR東 4][JR東 5]，共享辦公空間「STATION DESK」也開始提供服務[JR東 4][JR東 5][JR東 6]。
- 2022年（令和4年）3月1日：「駅たびコンシェルジュ」開幕[JR東 7]。
- 2024年（令和6年）
  - 4月1日：相鐵車站新增副站名「相鐵JOINUS前（相鉄ジョイナス前）」[13]。
  - 11月23日：隨著京急線時刻表調整，「翼號列車」新增停靠本站（只限上車）[14]。

## 車站構造
月台多為南北方向延伸，地面月台從東開始（東京灣側）為京急線與JR線月台。過去東急線在JR線旁的地上2樓，但與港未來線相互直通運轉後移至地下5樓（剪票口在地下3樓）。相鐵線與橫濱市營地下鐵線位在西南方（南西口附近），相鐵線月台在JR線旁的地上2樓南側，橫濱市營地下鐵在南側地下3樓（剪票口在地下2樓），月台為東西向。
車站地下1樓有「北通道」、「中央通道」、「南通道」共3條東西地下通道連結著。出入口有「北東口（A、B、C）」、「北西口」、「中央東口」、「中央西口」、「南東口」、「南西口」6處。地下2樓的東急線、港未來線月台上也有南北自由通道。

### JR東日本
本站是島式月台4面8線地面車站，月台編號延續京急月台。京濱東北、根岸線與橫須賀線、湘南新宿線的月台皆為1面2線，東海道線為2面4線。月台有效長度除了京濱東北、根岸線為10輛編組，其他都可對應15輛編組。線路大多是該路線的主本線，僅東海道線5、8號線是屬於副本線（待避線）。
東海道線的待避線除了待避優等列車，平日早晨尖峰時刻的上行普通列車也在7、8號線交互發車。另外在2004年10月16日湘南新宿線增班以前，傍晚尖峰時刻的本站始發下行列車在上行月台7號線發車。
本站共有四個剪票口，分別是位於中央通道的中央北剪票口、中央南剪票口，與北、南兩通道的北剪票口、南剪票口。中央北剪票口附近有京急的連絡剪票口。2004年1月30日以前，北側天橋上有京急的連絡剪票口，中央北剪票口內有東急的連絡剪票口。南剪票口最早是位於京濱東北、根岸線與東海道下行線之間，2009年12月20日起才移往東海道上行線與橫須賀線之間。綠色窗口位於中央通道。過去南通道設有綠色窗口，但隨著南剪票口搬移而關閉，以兩台指定券售票機取代。
各月台與中央北剪票口大廳之間設有電梯，中央北剪票口與7、8號線（上行）及9、10號線（雙向）、北剪票口與各月台（單向）、中央南剪票口與3、4號線（下行）及5～10號線（上行）之間皆設有電扶梯。中央北剪票口與9、10號線之間的雙向電扶梯是設於原樓梯位置，因此原來沒有階梯，直到橫須賀線月台拓寬後，才在電扶梯西側新設階梯。
橫濱線電車在午間時段1小時有6班（快速3班，各站停車3班）經本站三、四號月台直通櫻木町站，早晨時段全線有1/3列車、夜間時段每小時有1～3班直通櫻木町/磯子/大船（僅早晨班次有往大船），其餘列車在東神奈川站起訖，因此需在該站轉乘京濱東北線前往本站。橫濱線直通電車（往橋本、八王子）進站時，除了列車資訊顯示器的提醒，站員也會進行廣播提醒乘客。另外，週六假日（部分除外）會運行本站起訖經橫濱線與中央本線至松本站的臨時特急「濱甲斐路」號。
當上行的臥鋪列車嚴重誤點時，為避免影響早晨尖峰時刻的通勤運輸，小田原 - 品川間會改走東海道貨物線，不停本站。
1980年9月30日以前，由於沒有橫須賀線月台，當時該線列車是使用東海道線月台，東京 - 大船間與東海道線列車一樣是行經川崎。
2010年10月1日起，本站南口開設遺失物管理中心（委託JR東日本相關公司管理），集中管理車站的遺失物業務。
2011年改點起，不停本站的旅客列車僅有東海道線的「湘南Liner」與通勤快速。

#### 月台配置

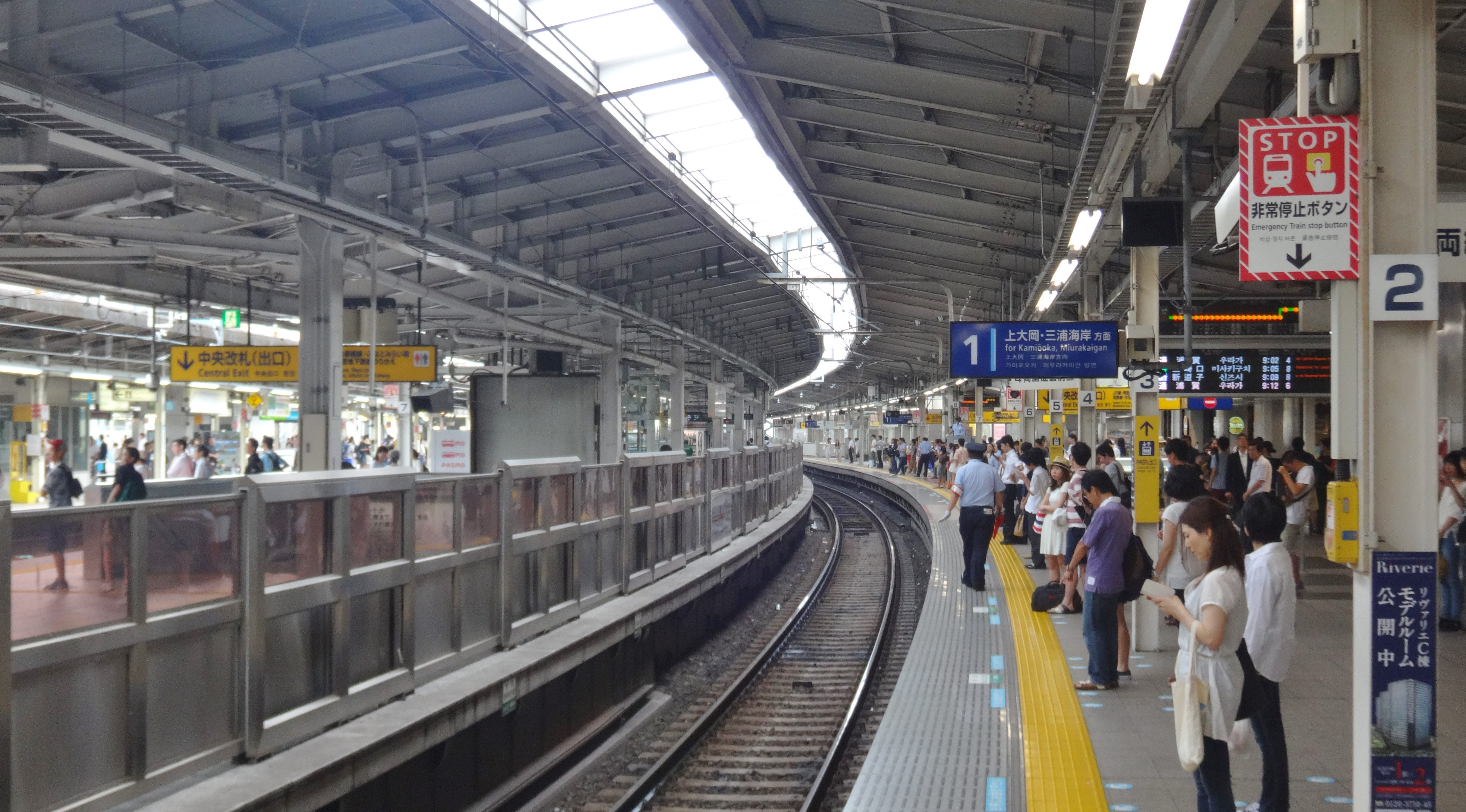
月台（2015年8月）

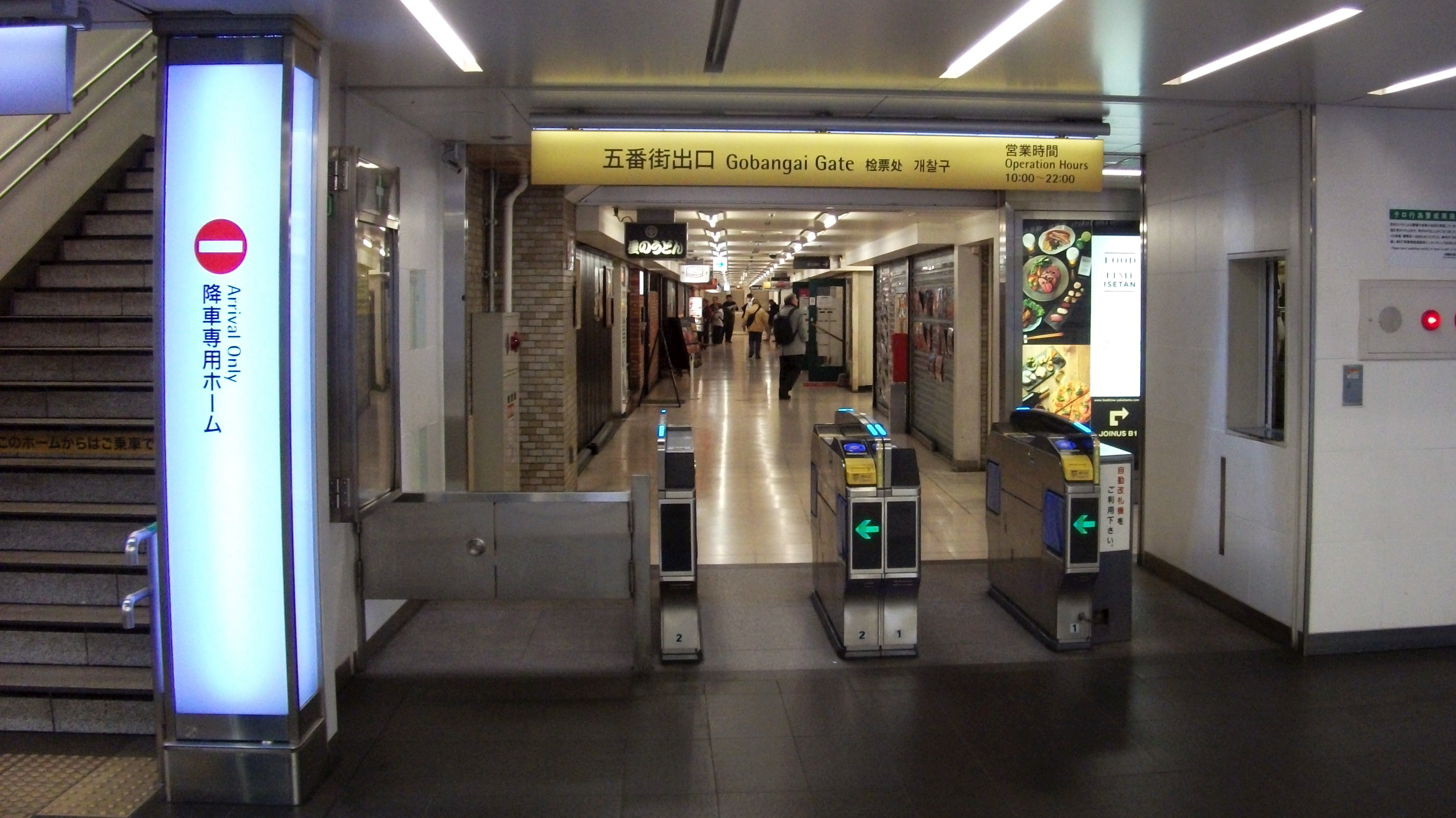
五番街閘口（2019年3月）
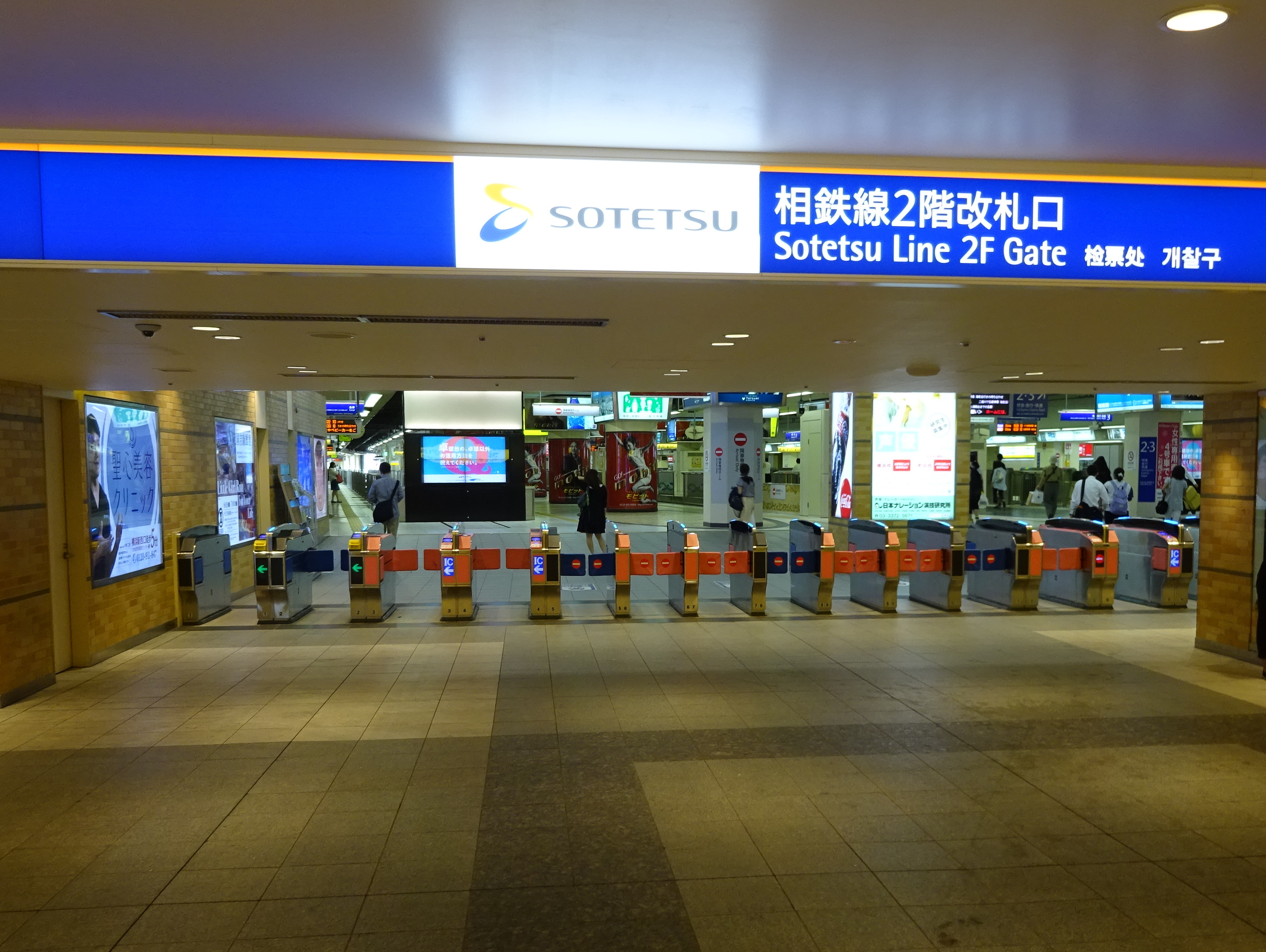
2樓閘口（2016年6月）

| 月台 | 路線                     | 方向 | 目的地                             | 備註                                        |
| ---- | ------------------------ | ---- | ---------------------------------- | ------------------------------------------- |
| 3    | 根岸線                   | 下行 | 櫻木町、磯子、本鄉台方向           | 設有月台門                                  |
| 4    | 京濱東北線               | 北行 | 東京、上野、大宮方向               | 設有月台門                                  |
| 4    | 橫濱線                   | -    | 新橫濱、町田、八王子方向           | 設有月台門                                  |
| 5、6 | 東海道線                 | 下行 | 小田原、熱海、伊東方向             | 主要是6月台                                 |
| 7、8 | 東海道線（經上野東京線） | 上行 | 川崎、品川、東京、上野、大宮方向   | 早晨尖峰時段為交錯發車，其他時段則使用7月台 |
| 9    | 橫須賀線                 | 下行 | 保土谷、鎌倉、久里濱方向           |                                             |
| 9    | 湘南新宿線               | 南行 | 藤澤、平塚、小田原方向             |                                             |
| 10   | 橫須賀·總武線（快速）    | 上行 | 品川、東京、千葉 ■特急「成田特快」 |                                             |
| 10   | 湘南新宿線               | 北行 | 澀谷、新宿、大宮方向               |                                             |

（來源：JR東日本:車站構內圖 （页面存档备份，存于））

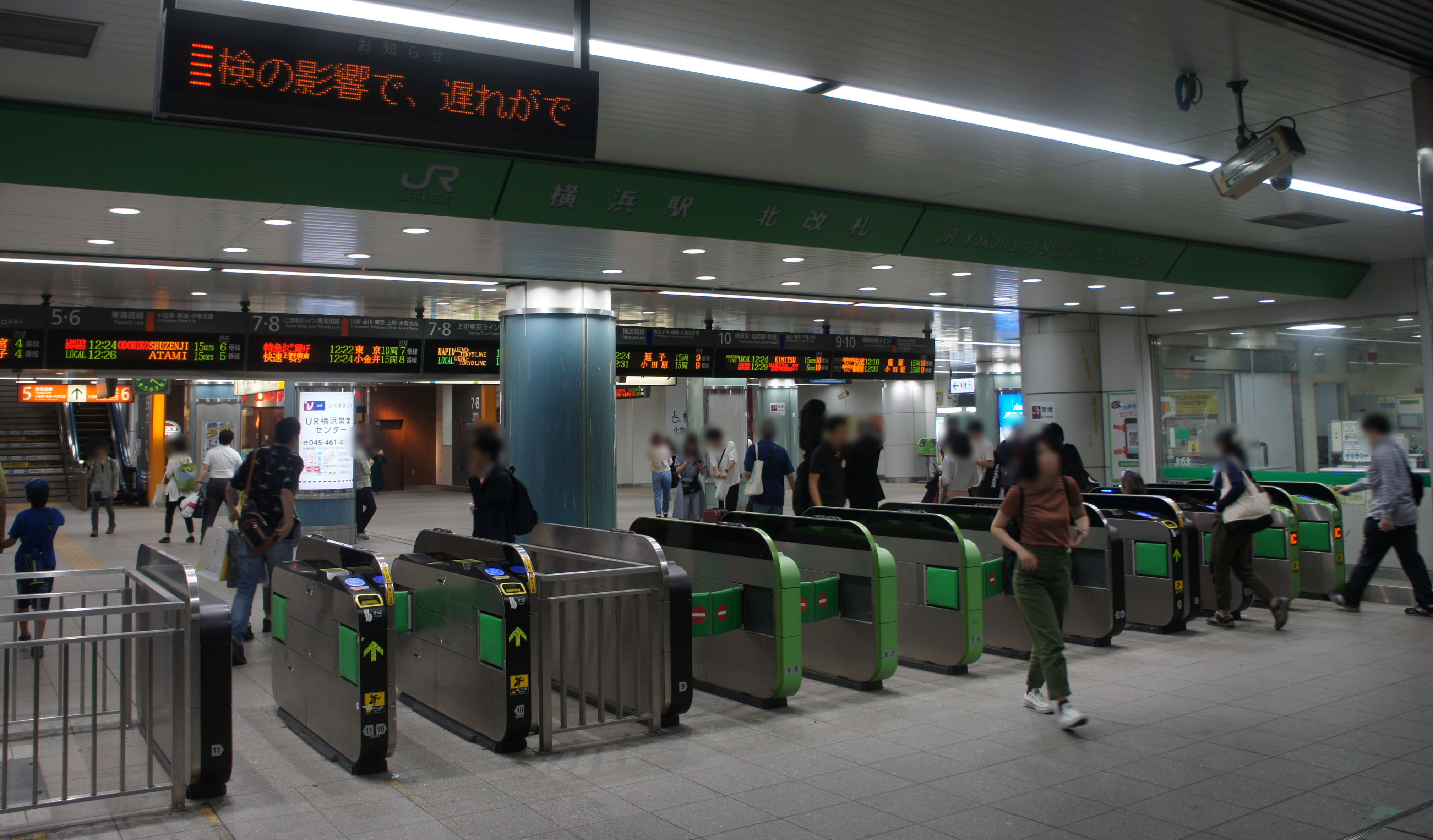
JR線北閘口（2019年6月）
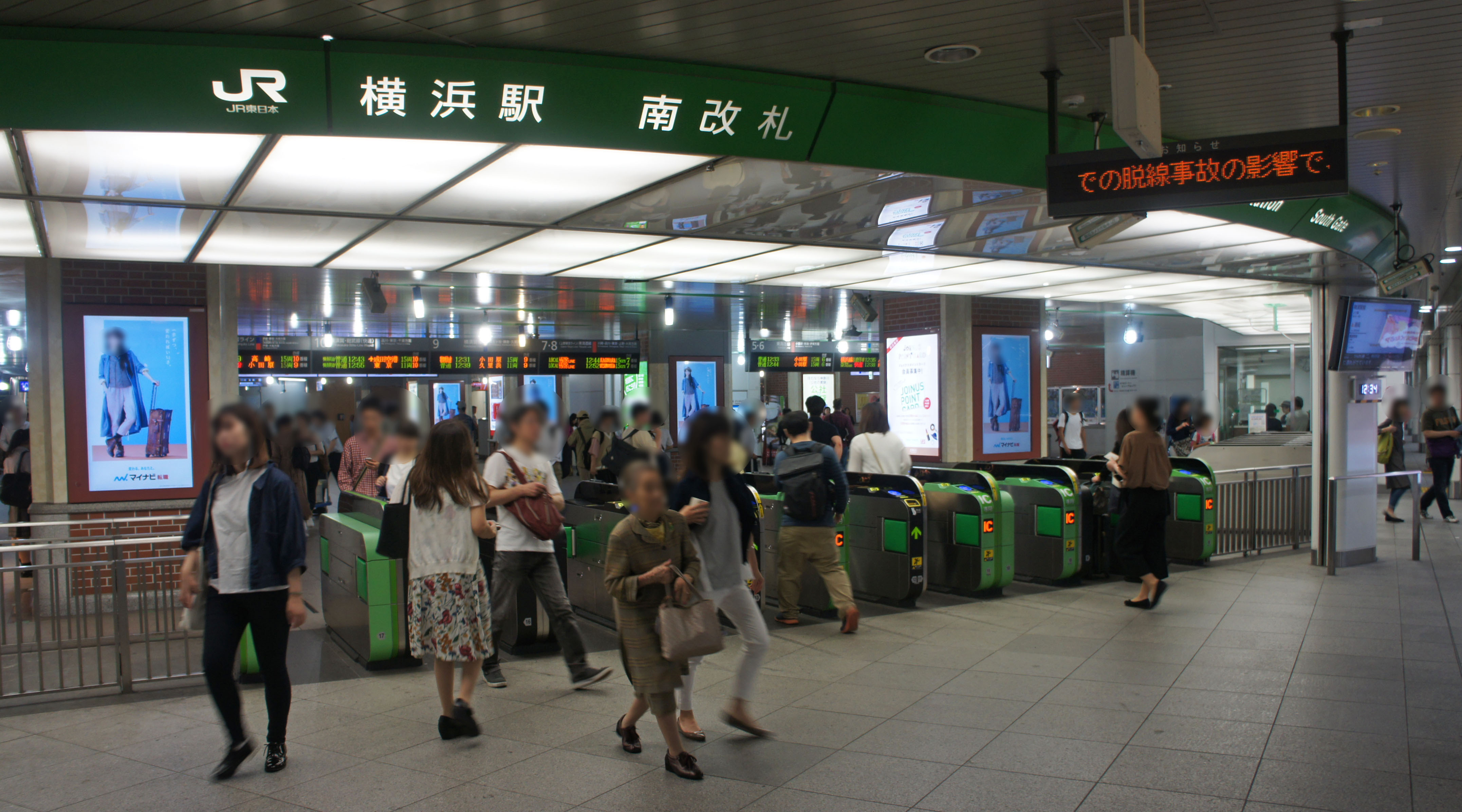
JR線南閘口（2019年6月）
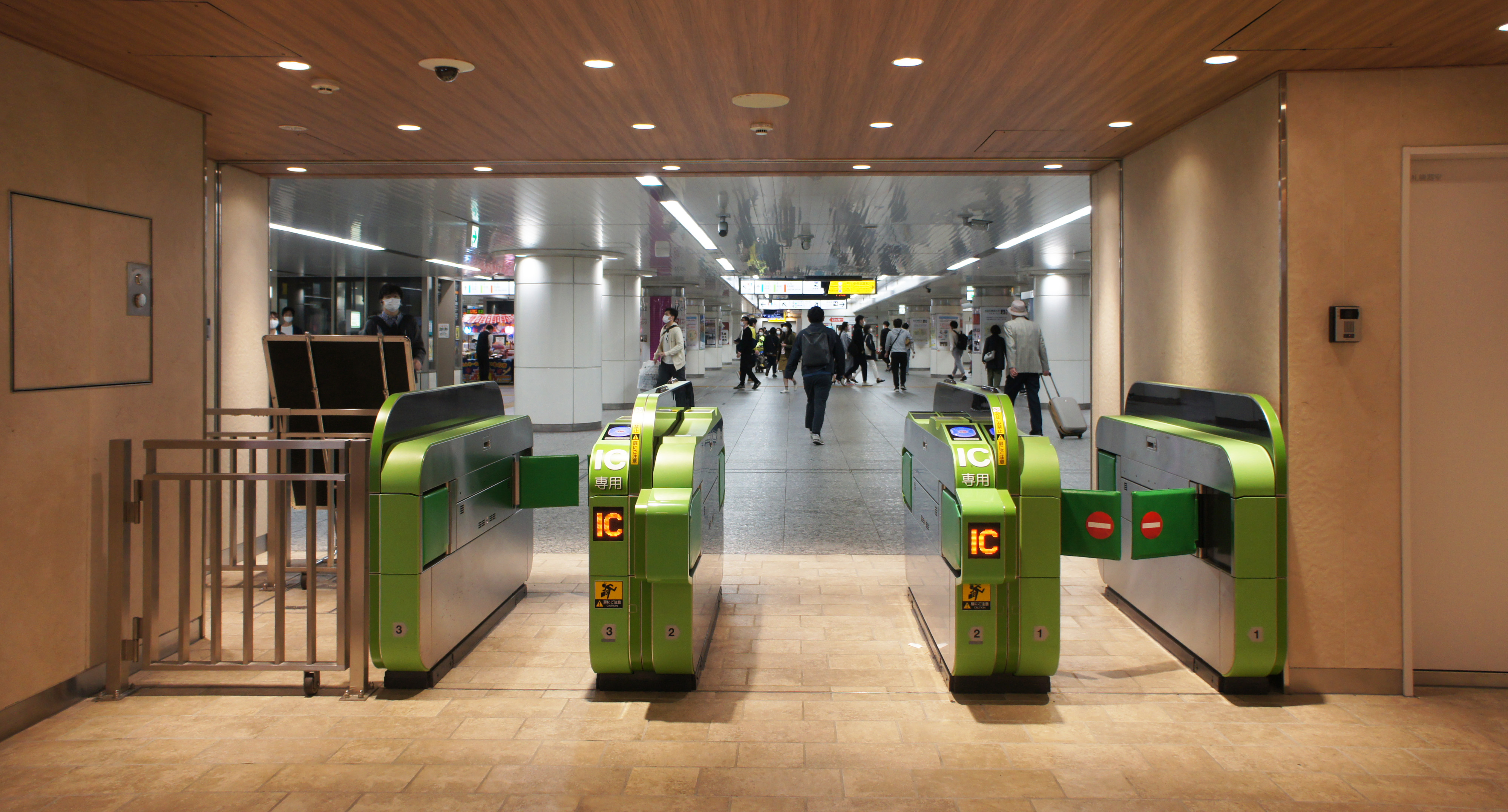
JR線CIAL閘口（2021年4月）
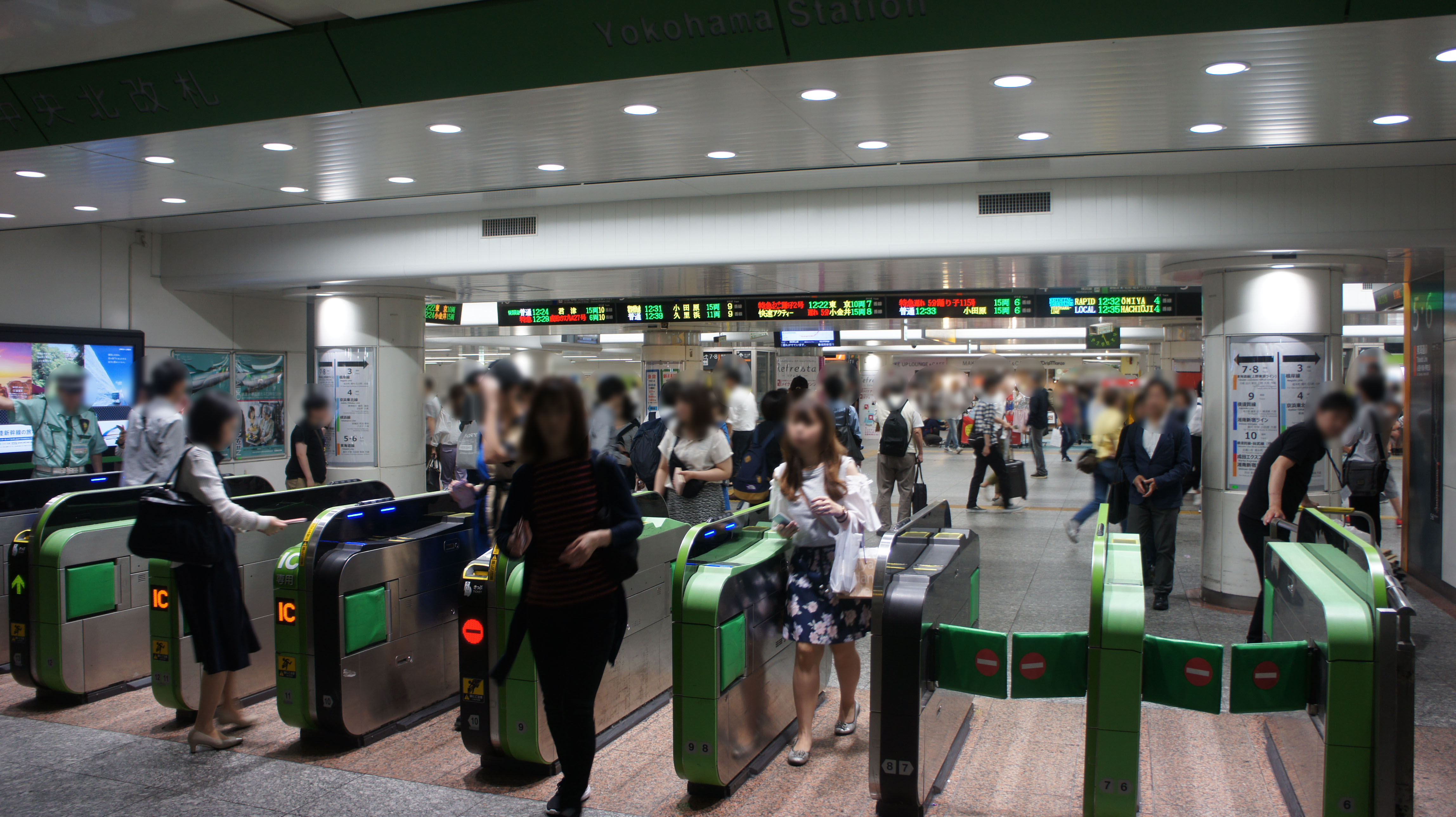
JR線中央北閘口（2019年6月）
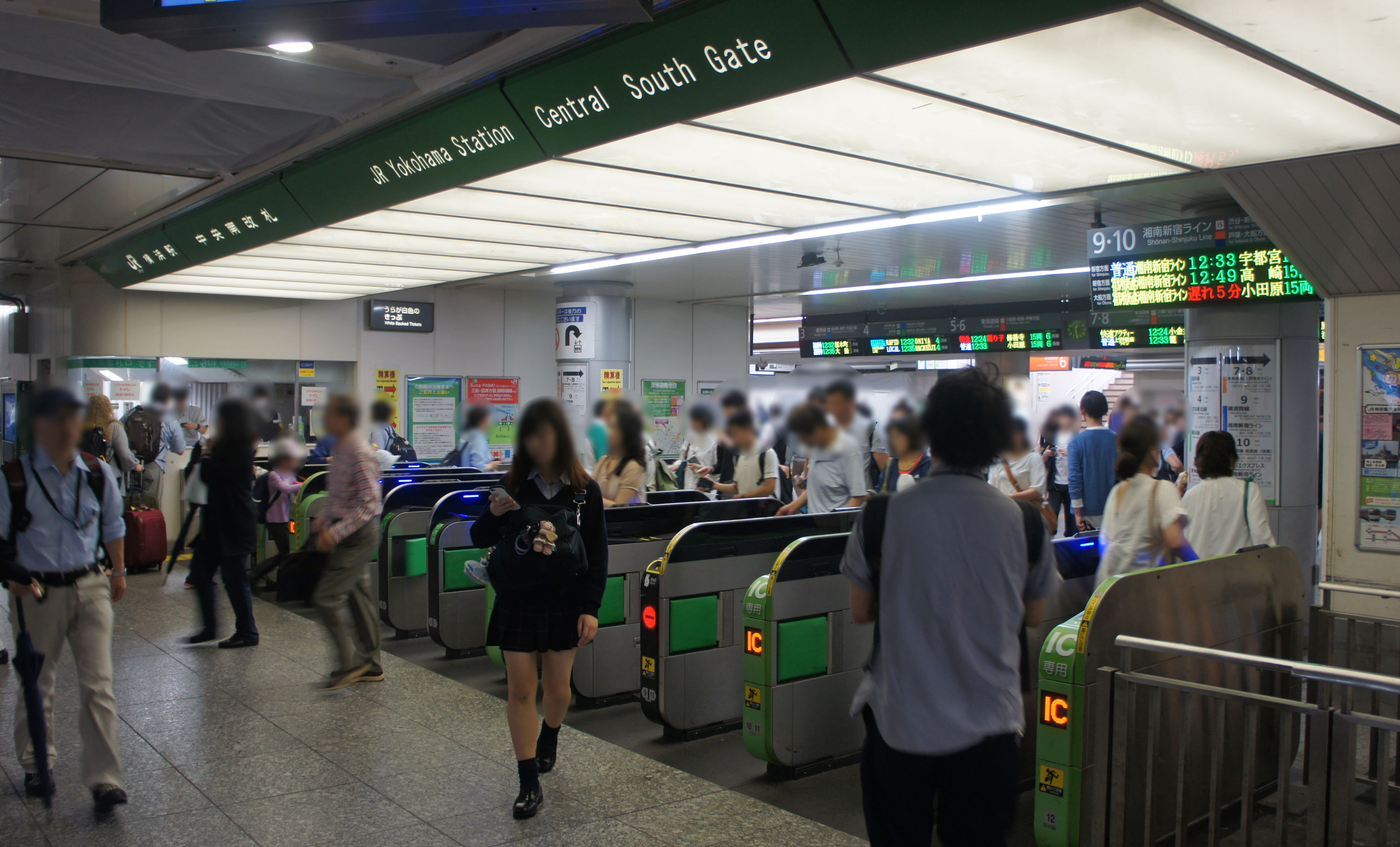
JR線中央南閘口（2019年6月）
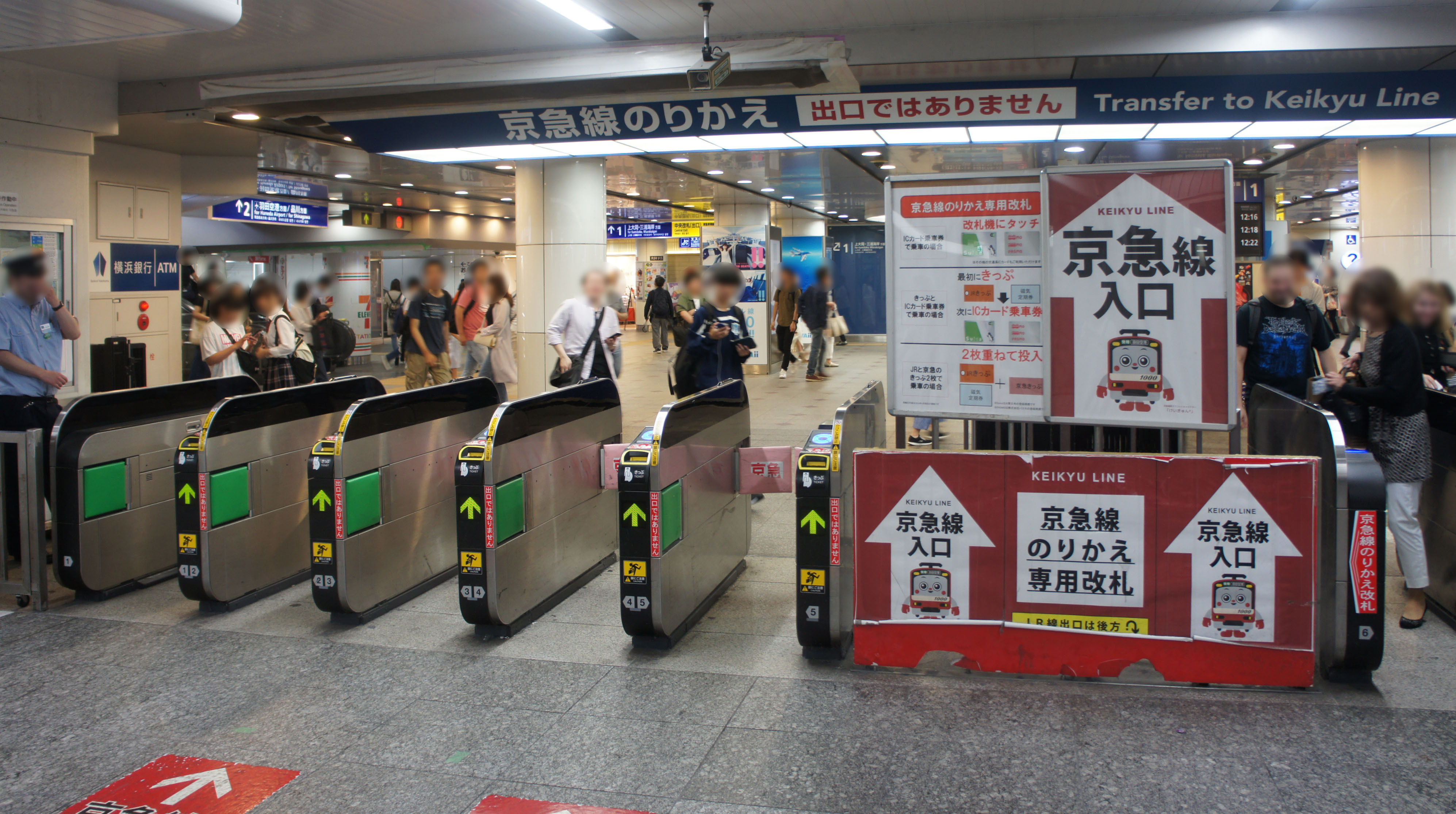
京急轉乘閘口（2019年6月）
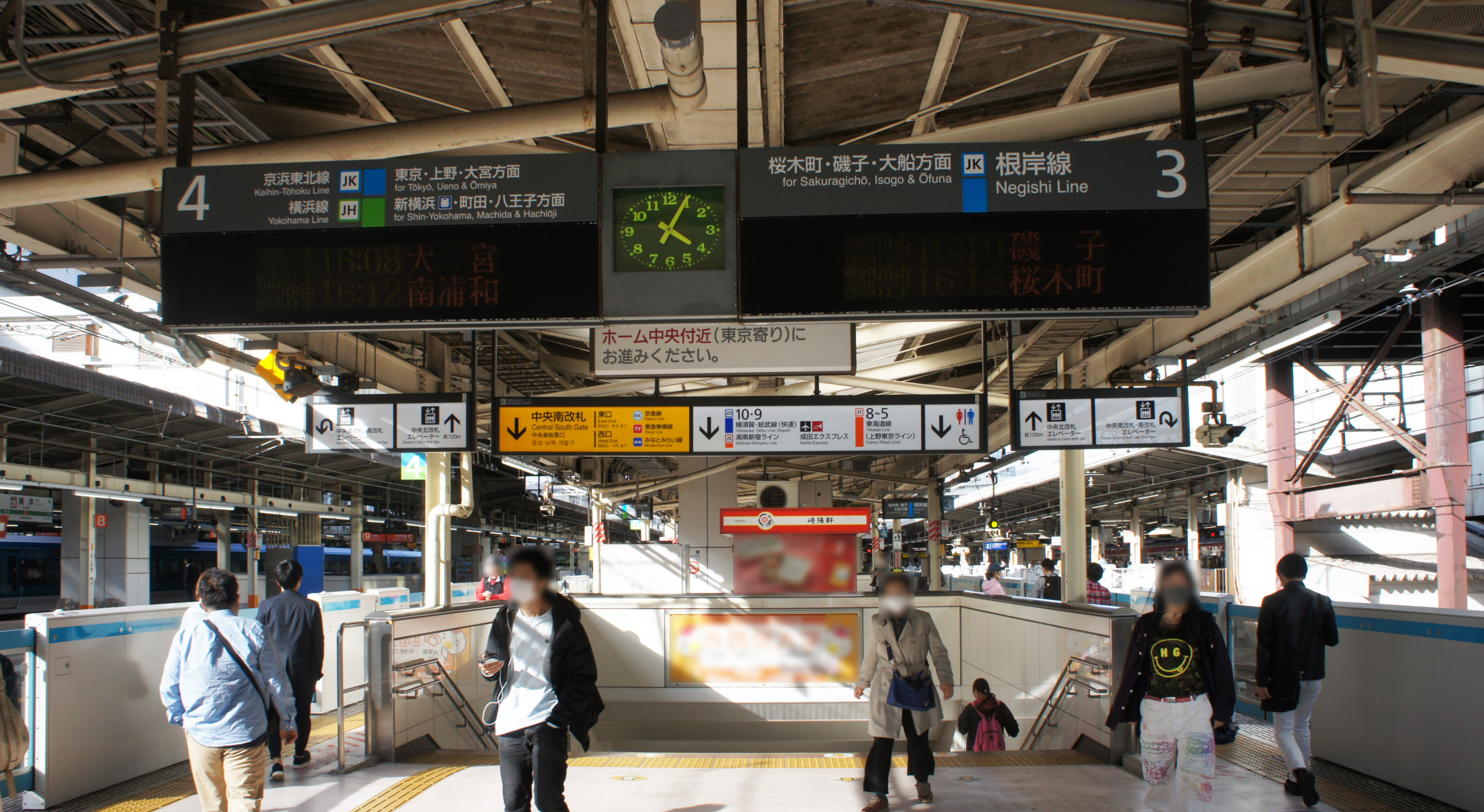
3・4號月台（2021年4月）
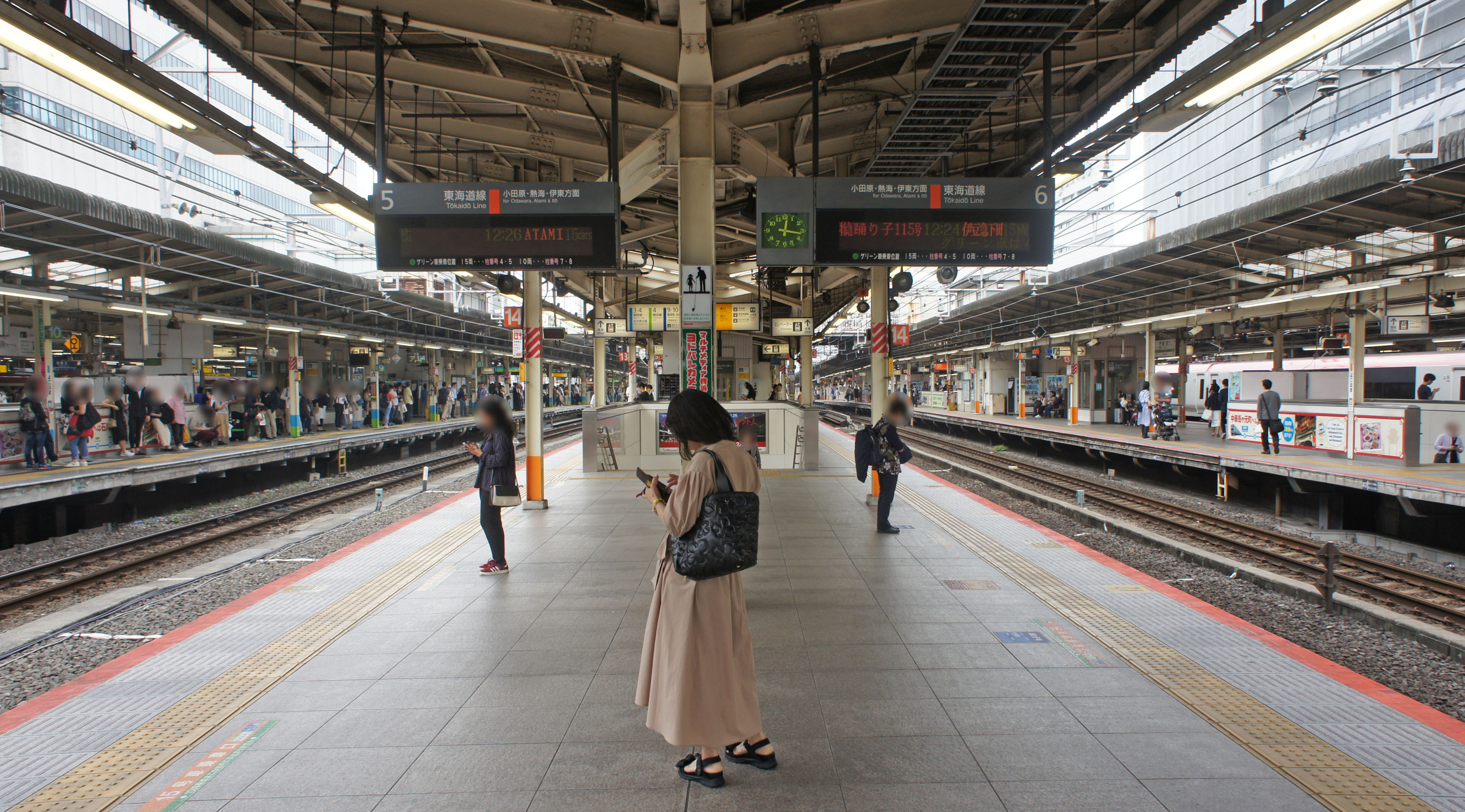
5、6號月台（2019年6月）
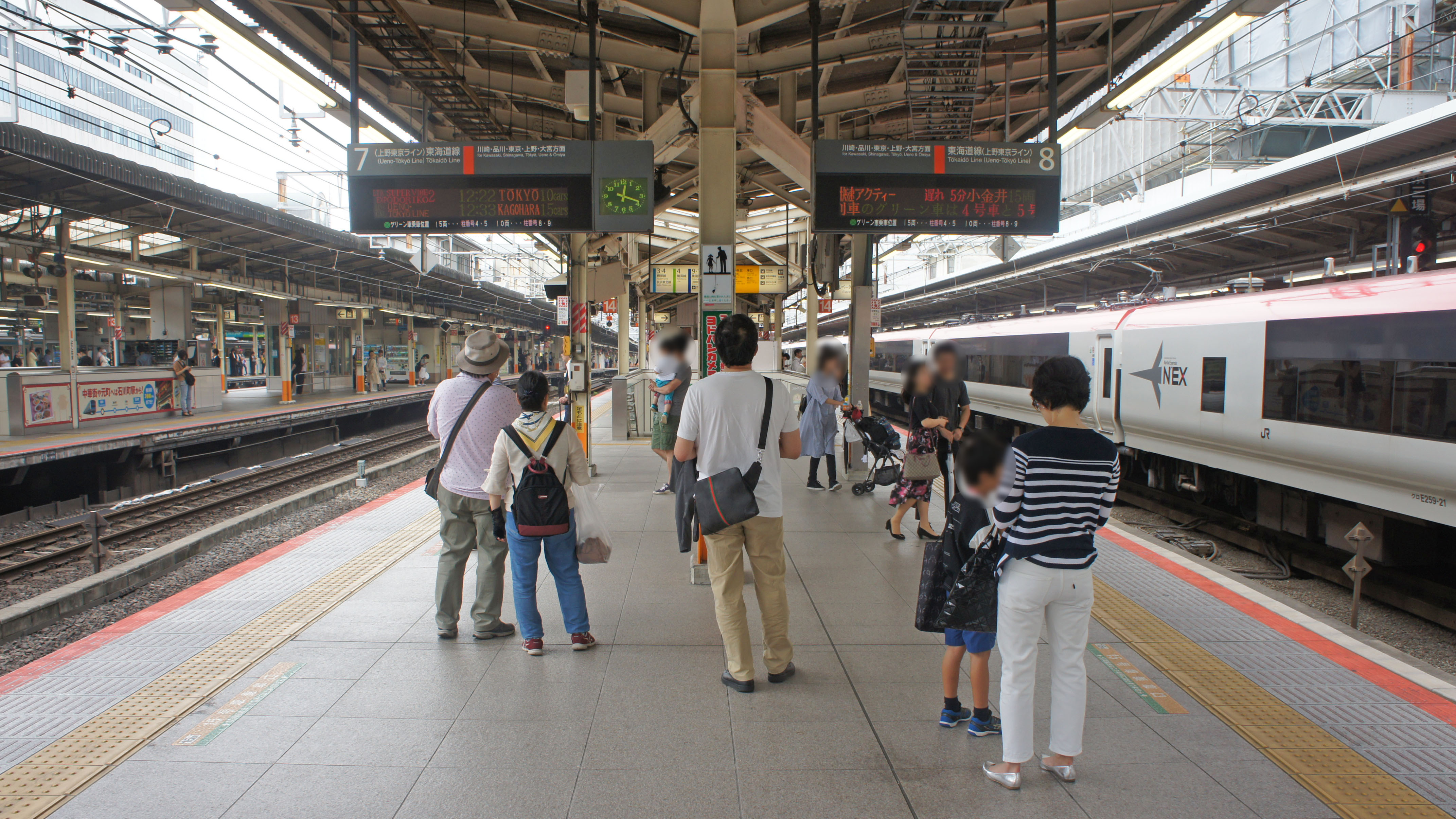
7、8號月台（2019年6月）
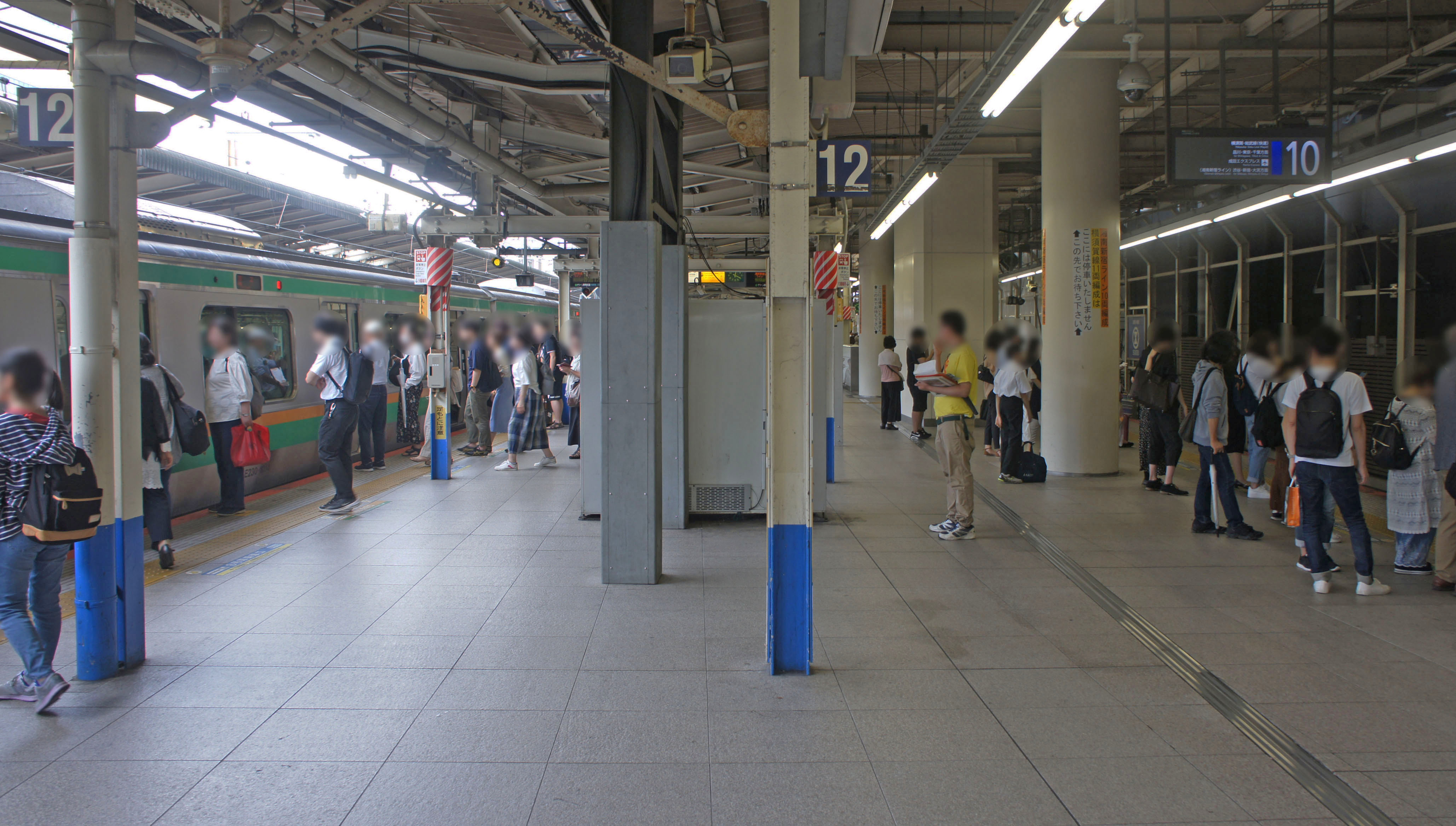
9、10號月台（2019年6月）

### 東急電鐵·橫濱高速鐵道
本站是地下5樓島式月台1面2線地下車站。為東急與橫濱高速鐵道的共同使用站，由東急管轄。東橫線澀谷側設有剪式橫渡線，供本站折返電車或緊急狀況使用。東橫線的下行末班車抵達本站後會停在本站，隔天早晨再以港未來線下行列車發車。另外，早晨有往東橫線澀谷方向的本站始發急行電車、深夜有東橫線本站終停急行電車（週六日為特急電車）與其折返的急行電車。
剪票口位於地下3樓，分別為正面剪票口與南剪票口。往地下1樓的出入口與地板都加上三種顏色以便乘客區別。這些顏色分別為地下2樓的橘色、地下3樓的綠色、地下5樓的水藍色，出入口分別為北口的綠色、中央口的橘色、南口的水藍色。月台7號車附近（樓梯下）原設有候車室，已於2008年6月撤除。
月台與剪票口之間除了樓梯，還設有電梯與電扶梯。電扶梯共有四處，分別在兩個剪票口側與階梯並行的上下1組、以及中段上下各2座。通常電扶梯會以較快的速度運轉，此時入口會顯示「高速」提醒乘客。地下三樓剪票口外電扶梯有三處設有電扶梯通往南北自由通路道的地下2樓。最初地下2樓與地下1樓之間僅有中央通道與南剪票口之間的路線設有電扶梯，其他電扶梯在2007年11月才全面啟用。
南剪票口側的電扶梯直達月台層，但正面剪票口側的電扶梯則先至地下4樓穿堂才能至月台層。
各通道皆設有1座電梯。
廁所在地下3樓付費區內。
2013年3月16日起，東橫線與東京地下鐵副都心線相互直通運轉，月台進行雙向延長工程以因應特急、通勤特急、急行10輛編組列車停靠。
月台門在自治體的補助之下，在2015年3月7日啟用。
收費指定座席列車「S-TRAIN」僅周六日直通東橫線、港未來線並停靠本站。另外，無法從本站搭乘該車前往港未來線。

#### 月台配置
| 月台 | 路線     | 方向 | 目的地                       |
| ---- | -------- | ---- | ---------------------------- |
| 1    | 港未來線 | 下行 | 港未來、元町·中華街方向      |
| 2    | 東橫線   | 上行 | 澀谷、池袋、川越市、所澤方向 |

（來源：東急電鐵:車站構內圖 （页面存档备份，存于））
- 與港未來線直通以前，東橫線為相對式月台2面2線高架車站。2004年1月30日以前，剪票口有中央自由通道直通剪票口、澀谷側直通CIAL的剪票口、櫻木町方向往相鐵本線方向的的剪票口，並有JR有人連絡剪票口。更早以前（國鐵東海道線與橫須賀線分離運轉前）是島式1面2線高架車站，月台編號延續國鐵線為9、10號線。

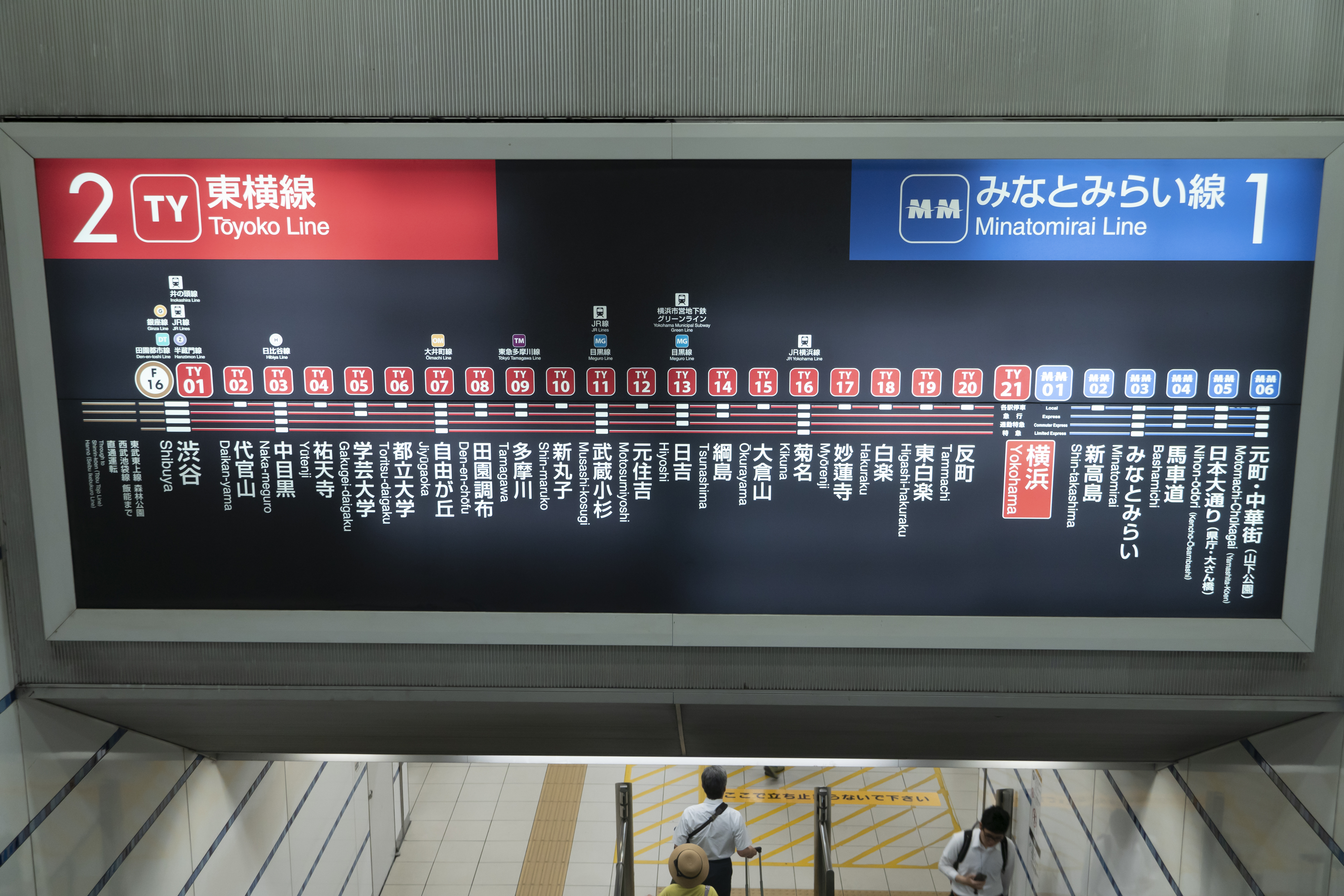
手扶电梯上方的线路信息
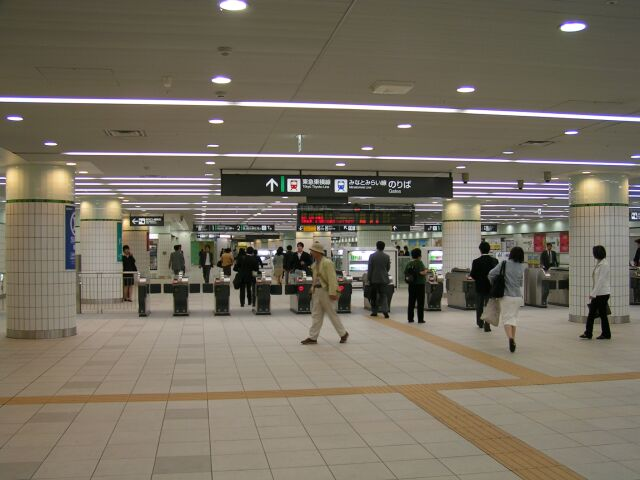
東橫線、港未來線剪票口（攝於2004年4月30日）
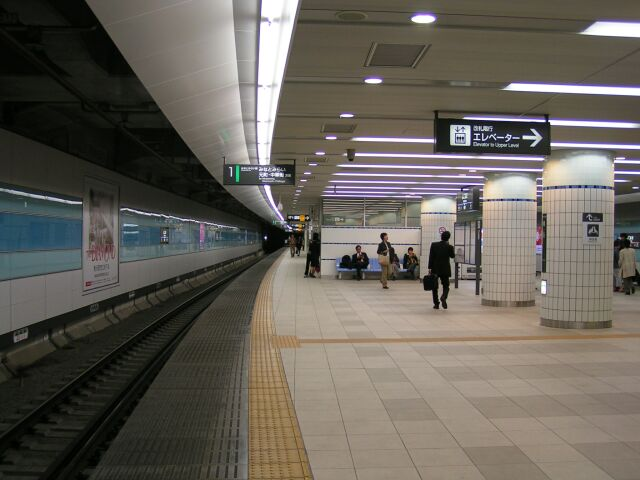
東橫線、港未來線月台（攝於2004年4月30日）

### 京濱急行電鐵

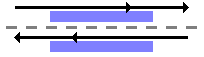
京急橫濱站的月台配置
左:浦賀方　右:品川方

本站是對應12卡編成的上下方向別單式月台，位於JR線月台南鄰位置。1930年開業時為島式1面2線，其後1944年2月成為與現在相同的2面2線，1974年5月再度變為島式月台1面2線。但因乘客持續增加，2006年7月22日於東口側設置下行専用月台，變回1944年2月至1974年5月間的配置，島式月台變成上行専用。
新下行月台設置經費是來自國土交通省的鐵道車站綜合改善事業費補助制度。由於該制度是國家與自治體針對第三部門提供補助金，因此本工程是採取由橫濱高速鐵道擔任設施擁有者，並委託給京急負責工程進行。工程以前曾有座小型站房，在下行月台建設時撤除。原地重建與下行月台直通、地下一層地上八層的車站大樓於2008年開業，除了京急辦公室外還有餐廳、超商入駐。
剪票口分別設於北通道、中央通道以及往南通道的連絡通道，而中央自由通道北側有JR連絡剪票口。2004年1月以前於北側天橋上亦有連絡剪票口。1987年至2006年3月17日曾設有相鐵口剪票口（非轉乘剪票口），在南剪票口開設後廢止。
各剪票口與各月台之間皆設有階梯，電扶梯設於北通道、中央通道付費區內。電梯位於中央通道與北通道上，往上下線月台各有一台，共計4台。
2008年2月15日，京急線中央剪票口的商場「エキポート横浜」開幕。
2015年5月21日，副站名導入「そごう・ポルタ前」。
本站從開業時就沒有待避設備，但過去曾有下行普通列車在本站待避直達的Hiking特急。當時下行線普通列車載客後利用品川側的橫渡線進入上行線，待特急通過後再進入下行線。此外，當時的直達特急僅有下行班次。該橫渡線現在仍利用於新年期間泉岳寺站 - 本站間終夜行駛、或早晨本站始發上行電車回送等情況。
1號線、2號線都已導入車站自動廣播。1號線為樋口忠正、2號線為大原沙耶香。
本站雖然是京濱急行電鐵使用人數最多的車站，但早晨翼號、京急翼號不停車。

#### 月台配置
| 月台 | 路線 | 方向 | 目的地                  |
| ---- | ---- | ---- | ----------------------- |
| 1    | 本線 | 下行 | 上大岡、三浦海岸方向    |
| 2    | 本線 | 上行 | 羽田機場方向 / 品川方向 |

（來源：京急電鐵:車站構內圖 （页面存档备份，存于））
- 月台（2015年8月）

#### 進站音樂
2008年12月23日起，本站採用描述橫濱的石田步代表曲《Blue Light Yokohama》作為進站音樂。

### 相模鐵道
地上2樓的頭端式月台4面3線高架車站。1、2號下車月台、2、3號上車月台為同一島構成。月台有效長度為10節編組。設有相鐵唯一的可動式月台門。
從首班車至15時為止，列車到站後會開啟兩側車門，兩側皆可下車。15時以後的到站列車僅開啟下車月台側的車門，乘客下車後關閉該側車門再開啟乘車月台車門。
剪票口分為2樓月台頂端的二樓剪票口與月台中間階梯向下的一樓剪票口，一樓剪票口分為地下鐵車站側與車站大樓（五番街）側兩方向。一樓剪票口與2樓各月台之間設有階梯，一樓剪票口與3號線下車月台之間設有電梯。
2010年12月12日起，2樓剪票口新設往JR線南剪票口的連絡通道。連絡通道有通往地下1樓的雙向電扶梯。另外，該通道附近在1987年至2006年3月17日之間設有往京急線連絡通道。
2012年3月，剪票口設置列車資訊顯示器，1號線、3號線的止衝擋位置設置大型電子看板。
2015年12月7日起，3號線開始設置月台門，2016年3月6日啟用。2號線月台門則是在2016年12月20日啟用。最後的1號線月台門在2017年2月21日啟用，全月台皆導入月台門。
橫濱管區負責本站－平沼橋間的管理。

#### 月台配置
| 月台 | 路線 | 方向                                          | 各停           | 快速 | 急行             | 特急     |
| ---- | ---- | --------------------------------------------- | -------------- | ---- | ---------------- | -------- |
| 1    | 本線 | 二俁川、大和、海老名、 直通 泉野線 湘南台方向 | 除清晨、深夜外 | -    | -                | -        |
|      | 本線 | 1、2號月台 下車專用月台                       |                |      |                  |          |
| 2    | 本線 | 二俁川、大和、海老名、 直通 泉野線 湘南台方向 | 清晨、深夜     | 全日 | 早上、黃昏、晚上 | 往湘南台 |
| 3    | 本線 | 二俁川、大和、海老名方向                      | 清晨、深夜     | 中午 | 全日             | 往海老名 |
|      | 本線 | 3號月台 下車專用月台                          |                |      |                  |          |

（來源：相模鐵道:車站構內圖）
- 五番街閘口（2019年3月）
- 2樓閘口（2016年6月）

### 橫濱市交通局
地下3樓的島式月台1面2線地下車站。車站編號為B20。1號線往湘南台方向，2號線往薊野方向。如副站名「相鐵JOINUS前」（相鉄ジョイナス前），有出入口通往商場JOINUS。早晨有往薊野方向的始發列車。本站是橫濱市營地下鐵中使用人數最高的車站。
本站為站長所在站，負責管理橫濱管區三澤上町 - 高島町區間。

#### 月台配置
| 月台 | 路線          | 目的地     |
| ---- | ------------- | ---------- |
| 1    | 藍線（3號線） | 湘南台方向 |
| 2    | 藍線（3號線） | 薊野方向   |

（來源：横濱市營地下鐵:車站構內圖 （页面存档备份，存于））

## 利用狀況
本站作為橫濱市的據點車站之一，是神奈川縣內最多乘客的車站（2019年度各社合計的1日上下車人次平均約230萬人次、全年約8億4100萬人次）。各公司的使用情況如下。除去互相轉乘和直通客，2007年度去除轉乘以外的上下車人次為1,203,963人。
- JR東日本 - 2023年度1日平均上車人次為362,348人[利用客数 1]。
該公司車站中次於東京站排行第4位，神奈川縣内同公司的車站縂排行第一位。
- 東急電鐵 - 2024年度1日平均上下車人次為311,311人[tokyu 1]。
該公司車站中僅次於澀谷站排行第2位。但是包括與橫濱高速鐵道的互相直通人次。
- 京濱急行電鐵 - 2023年度1日平均上下車人次為290,469人（上車人數：144,301人、下車人數：146,168人）[乗降データ 1]。
該公司車站的第1位。有較多乘客使用下行方（橫須賀中央方向）轉乘其他公司路線，下行方的輸送密度（日语：輸送密度）較高。
- 相模鐵道 - 2023年度1日平均上下車人次為314,649人[利用客数 2]。
相模鐵道全部25個車站當中排行第1位。
- 橫濱市營地下鐵 - 2022年度1日平均上下車人次為123,194人[乗降データ 1]。
該局車站的第1位。
- 橫濱高速鐵道 - 2024年度1日平均上下車人次為203,549人[乗降データ 1]。
該公司車站的第1位。但上述人次包括與東急電鐵互相直通人次。

### 各年度1日平均上下車人次
各年度1日平均上下車人次如下表（JR除外）。
| 年度               | 東京急行電鐵/東急電鐵 | 東京急行電鐵/東急電鐵 | 京濱急行電鐵       | 京濱急行電鐵 | 相模鐵道           | 相模鐵道 | 橫濱市營地下鐵     | 橫濱市營地下鐵 | 橫濱高速鐵道       | 橫濱高速鐵道 |
| 年度               | 東橫線                | 東橫線                | 本線               | 本線         | 本線               | 本線     | 藍線               | 藍線           | 港未來線           | 港未來線     |
| 年度               | 1日平均 上下車人次    | 增長率                | 1日平均 上下車人次 | 增長率       | 1日平均 上下車人次 | 增長率   | 1日平均 上下車人次 | 增長率         | 1日平均 上下車人次 | 增長率       |
| ------------------ | --------------------- | --------------------- | ------------------ | ------------ | ------------------ | -------- | ------------------ | -------------- | ------------------ | ------------ |
| 1980年（昭和55年） |                       |                       | 295,691            |              |                    |          |                    |                | 未開業             | 未開業       |
| 1998年（平成10年） | 258,060               |                       |                    |              |                    |          |                    |                | 未開業             | 未開業       |
| 1999年（平成11年） | 256,234               | −0.7%                 |                    |              | 472,414            |          | 111,485            |                | 未開業             | 未開業       |
| 2000年（平成12年） | 246,800               | −3.7%                 | 297,427            |              | 459,965            | −2.6%    | 114,860            | 3.0%           | 未開業             | 未開業       |
| 2001年（平成13年） | 244,136               | −1.1%                 | 296,227            | −0.4%        | 455,239            | −1.0%    | 116,450            | 1.4%           | 未開業             | 未開業       |
| 2002年（平成14年） | 243,815               | −0.1%                 | 296,138            | 0.0%         | 445,946            | −2.0%    | 116,320            | −0.1%          | 未開業             | 未開業       |
| 2003年（平成15年） | 305,031               | 25.1%                 | 301,269            | 1.7%         | 439,885            | −1.4%    | 118,374            | 1.8%           | [ 注 3 ]           | [ 注 3 ]     |
| 2004年（平成16年） | 313,322               | 2.7%                  | 304,311            | 1.0%         | 436,010            | −0.9%    | 122,671            | 3.6%           | 116,404            |              |
| 2005年（平成17年） | 307,985               | −1.7%                 | 306,494            | 0.7%         | 437,354            | 0.3%     | 122,483            | −0.2%          | 127,015            | 9.1%         |
| 2006年（平成18年） | 311,933               | 1.3%                  | 308,041            | 0.5%         | 437,932            | 0.1%     | 125,110            | 2.1%           | 134,830            | 6.1%         |
| 2007年（平成19年） | 323,851               | 3.8%                  | 314,772            | 2.2%         | 440,986            | 0.7%     | 132,509            | 5.9%           | 147,138            | 9.1%         |
| 2008年（平成20年） | 328,769               | 1.5%                  | 314,580            | −0.1%        | 437,820            | −0.7%    | 124,173            | −6.3%          | 154,482            | 5.0%         |
| 2009年（平成21年） | 332,002               | 1.0%                  | 312,890            | −0.5%        | 431,347            | −1.5%    | 129,987            | 4,7%           | 158,964            | 2.9%         |
| 2010年（平成22年） | 327,587               | −1.3%                 | 311,022            | −0.6%        | 428,224            | −0.7%    | 129,194            | −0.6%          | 156,141            | −1.8%        |
| 2011年（平成23年） | 327,237               | −0.1%                 | 303,890            | −2.3%        | 420,242            | −1.9%    | 127,528            | −1.3%          | 160,233            | 2.6%         |
| 2012年（平成24年） | 335,988               | 2.7%                  | 305,878            | 0.7%         | 421,165            | 0.2%     | 128,244            | 0.6%           | 167,804            | 4.7%         |
| 2013年（平成25年） | 351,652               | 4.7%                  | 313,608            | 2.5%         | 424,631            | 0.8%     | 134,131            | 4.6%           | 183,469            | 9.3%         |
| 2014年（平成26年） | 348,681               | −0.8%                 | 311,593            | −0.6%        | 416,766            | −1.9%    | 132,277            | −1.4%          | 185,465            | 1.1%         |
| 2015年（平成27年） | 354,148               | 1.6%                  | 316,478            | 1.6%         | 421,948            | 1.2%     | 134,781            | 1.9%           | 189,283            | 2.1%         |
| 2016年（平成28年） | 358,191               | 1.1%                  | 319,310            | 0.9%         | 424,764            | 0.7%     | 136,118            | 1.0%           | 193,212            | 2.1%         |
| 2017年（平成29年） | 362,526               | 1.2%                  | 323,668            | 1.4%         | 428,218            | 0.8%     | 141,376            | 3.9%           | 200,276            | 3.7%         |
| 2018年（平成30年） | 367,023               | 1.2%                  | 327,025            | 1.0%         | 429,114            | 0.2%     | 143,618            | 1.6%           | 207,635            | 3.7%         |
| 2019年（令和元年） | 364,270               | −0.8%                 |                    |              |                    |          | 144,045            | 0.3%           |                    |              |
| 2020年（令和02年） | 239,002               | −34.4%                | 223,343            | −31.1%       | 296,147            | −29.9%   | 102,344            | −28.9%         | 137,724            | −34.7%       |
| 2021年（令和03年） | 275,095               | 15.1%                 | 245,222            | 9.8%         | 305,183            | 3.1%     | 112,370            | 9.8%           | 150,014            | 8.9%         |
| 2022年（令和04年） | 308,749               | 12.2%                 | 277,855            | 11.3%        | 329,228            | 7.3%     | 124,525            | 10.8%          | 178,864            | 19.2%        |
| 2023年（令和05年） | 308,286               | −0.1%                 | 293,173            | 5.5%         | 314,649            | -4.4%    |                    |                | 197,819            | 10.6%        |
| 2024年（令和06年） | 311,311               | 1.0%                  |                    |              |                    |          |                    |                | 203,549            | 2.9%         |

### 各年度1日平均上車人次（1979年 - 2000年）
各年度1日平均上車人次如下表。
| 年度               | JR東日本 | 東京急行電鐵 | 京濱急行電鐵 | 相模鐵道 | 橫濱市交通局 | 來源               |
| ------------------ | -------- | ------------ | ------------ | -------- | ------------ | ------------------ |
| 1979年（昭和54年） |          |              |              |          | 24,445       |                    |
| 1980年（昭和55年） |          | 122,844      | 147,589      | 193,033  | 26,178       |                    |
| 1981年（昭和56年） |          | 127,726      | 150,868      | 195,729  | 27,488       |                    |
| 1982年（昭和57年） |          | 131,926      | 153,036      | 197,405  | 28,205       |                    |
| 1983年（昭和58年） |          | 135,675      | 155,697      | 199,369  | 29,625       |                    |
| 1984年（昭和59年） |          | 137,789      | 154,778      | 203,323  | 32,578       |                    |
| 1985年（昭和60年） |          | 140,532      | 156,893      | 208,460  | 43,806       |                    |
| 1986年（昭和61年） |          | 142,737      | 161,767      | 213,564  | 43,639       |                    |
| 1987年（昭和62年） |          | 145,563      | 164,014      | 218,568  | 43,274       |                    |
| 1988年（昭和63年） |          | 147,517      | 168,496      | 226,214  | 44,731       |                    |
| 1989年（平成元年） |          | 147,334      | 171,038      | 233,266  | 45,346       |                    |
| 1990年（平成02年） | 364,959  | 146,589      | 173,416      | 240,548  | 45,704       |                    |
| 1991年（平成03年） | 378,262  | 145,489      | 175,202      | 245,689  | 46,773       |                    |
| 1992年（平成04年） | 383,837  | 141,160      | 173,167      | 248,586  | 46,944       |                    |
| 1993年（平成05年） | 392,830  | 137,283      | 172,104      | 248,515  | 53,782       |                    |
| 1994年（平成06年） | 397,125  | 134,629      | 171,575      | 246,951  | 54,371       |                    |
| 1995年（平成07年） | 397,964  | 131,653      | 168,393      | 249,452  | 54,284       | [ 乗降データ 3 ]   |
| 1996年（平成08年） | 402,216  | 127,669      | 162,745      | 245,088  | 55,116       |                    |
| 1997年（平成09年） | 399,913  | 124,823      | 157,517      | 241,918  | 55,392       |                    |
| 1998年（平成10年） | 396,732  | 121,643      | 154,041      | 240,803  | 55,889       | [ 神奈川県統計 1 ] |
| 1999年（平成11年） | 391,196  | 120,049      | 150,730      | 236,528  | 56,038       | [ 神奈川県統計 2 ] |
| 2000年（平成12年） | 385,023  | 118,886      | 149,073      | 230,716  | 57,522       | [ 神奈川県統計 2 ] |

### 各年度1日平均上車人次（2001年以後）
| 年度               | JR東日本 | 東京急行電鐵/東急電鐵 | 京濱急行電鐵 | 相模鐵道 | 橫濱市交通局 | 橫濱高速鐵道 | 來源                |
| ------------------ | -------- | --------------------- | ------------ | -------- | ------------ | ------------ | ------------------- |
| 2001年（平成13年） | 381,604  | 121,866               | 148,467      | 228,191  | 58,130       | 未開業       | [ 神奈川県統計 3 ]  |
| 2002年（平成14年） | 378,767  | 121,954               | 148,588      | 223,539  | 58,008       | 未開業       | [ 神奈川県統計 4 ]  |
| 2003年（平成15年） | 379,053  | 129,765               | 149,534      | 220,383  | 58,602       | [ 注 4 ]     | [ 神奈川県統計 5 ]  |
| 2004年（平成16年） | 380,922  | 154,192               | 151,143      | 218,073  | 60,454       | 60,749       | [ 神奈川県統計 6 ]  |
| 2005年（平成17年） | 384,594  | 152,190               | 152,033      | 218,467  | 61,078       | 65,789       | [ 神奈川県統計 7 ]  |
| 2006年（平成18年） | 391,185  | 154,179               | 152,721      | 218,593  | 62,325       | 69,754       | [ 神奈川県統計 8 ]  |
| 2007年（平成19年） | 403,394  | 159,641               | 155,474      | 219,890  | 66,145       | 75,314       | [ 神奈川県統計 9 ]  |
| 2008年（平成20年） | 402,193  | 163,795               | 155,905      | 218,232  | 62,153       | 79,293       | [ 神奈川県統計 10 ] |
| 2009年（平成21年） | 399,633  | 164,678               | 155,209      | 215,039  | 65,120       | 81,872       | [ 神奈川県統計 11 ] |
| 2010年（平成22年） | 398,052  | 162,576               | 154,463      | 213,548  | 64,724       | 80,289       | [ 神奈川県統計 12 ] |
| 2011年（平成23年） | 394,900  | 161,242               | 150,170      | 209,572  | 63,912       | 81,776       | [ 神奈川県統計 13 ] |
| 2012年（平成24年） | 400,655  | 166,891               | 151,430      | 210,090  | 64,308       | 85,691       | [ 神奈川県統計 14 ] |
| 2013年（平成25年） | 406,594  | 175,392               | 155,320      | 211,708  | 67,179       | 93,454       | [ 神奈川県統計 15 ] |
| 2014年（平成26年） | 403,865  | 173,747               | 154,399      | 208,076  | 66,317       | 94,200       | [ 神奈川県統計 16 ] |
| 2015年（平成27年） | 411,383  | 176,415               | 156,567      | 210,688  | 67,510       | 96,113       | [ 神奈川県統計 17 ] |
| 2016年（平成28年） | 414,683  | 178,284               | 158,263      | 212,051  | 68,283       | 98,216       | [ 神奈川県統計 18 ] |
| 2017年（平成29年） | 420,192  | 180,487               | 160,397      | 213,875  | 70,880       | 101,654      | [ 神奈川県統計 19 ] |
| 2018年（平成30年） | 423,651  | 182,691               | 162,004      | 214,348  | 72,091       | 105,402      | [ 神奈川県統計 20 ] |
| 2019年（令和元年） | 419,440  | 181,388               | 160,227      | 211,500  | 72,278       | 107,042      | [ 神奈川県統計 21 ] |
| 2020年（令和02年） | 290,376  | 118,912               | 110,295      | 148,225  | 51,243       | 69,534       | [ 神奈川県統計 22 ] |
| 2021年（令和03年） | 303,759  | 136,830               | 122,152      | 152,802  | 56,299       | 76,155       | [ 神奈川県統計 23 ] |
| 2022年（令和04年） | 340,536  | 153,620               | 137,296      | 164,843  | 62,414       | 91,158       | [ 神奈川県統計 24 ] |
| 2023年（令和05年） | 362,348  |                       |              |          |              |              |                     |

## 車站周邊
橫濱站周邊地區是屬於橫濱市都心（雙核心）之一的橫濱都心。附近商業大樓林立，是橫濱最大的繁華街。西口、東口皆有複雜的多層地下街直通各大樓。車站周邊已被指定為特定都市再生緊急整備地域，正進行多階段的大規模再開發計畫。

### 東口
站房遷移後成為本站的玄關口。過去曾有商業設施稀少的時期，但在地下街橫濱PORTA與SOGO橫濱店開店以後快速發展。

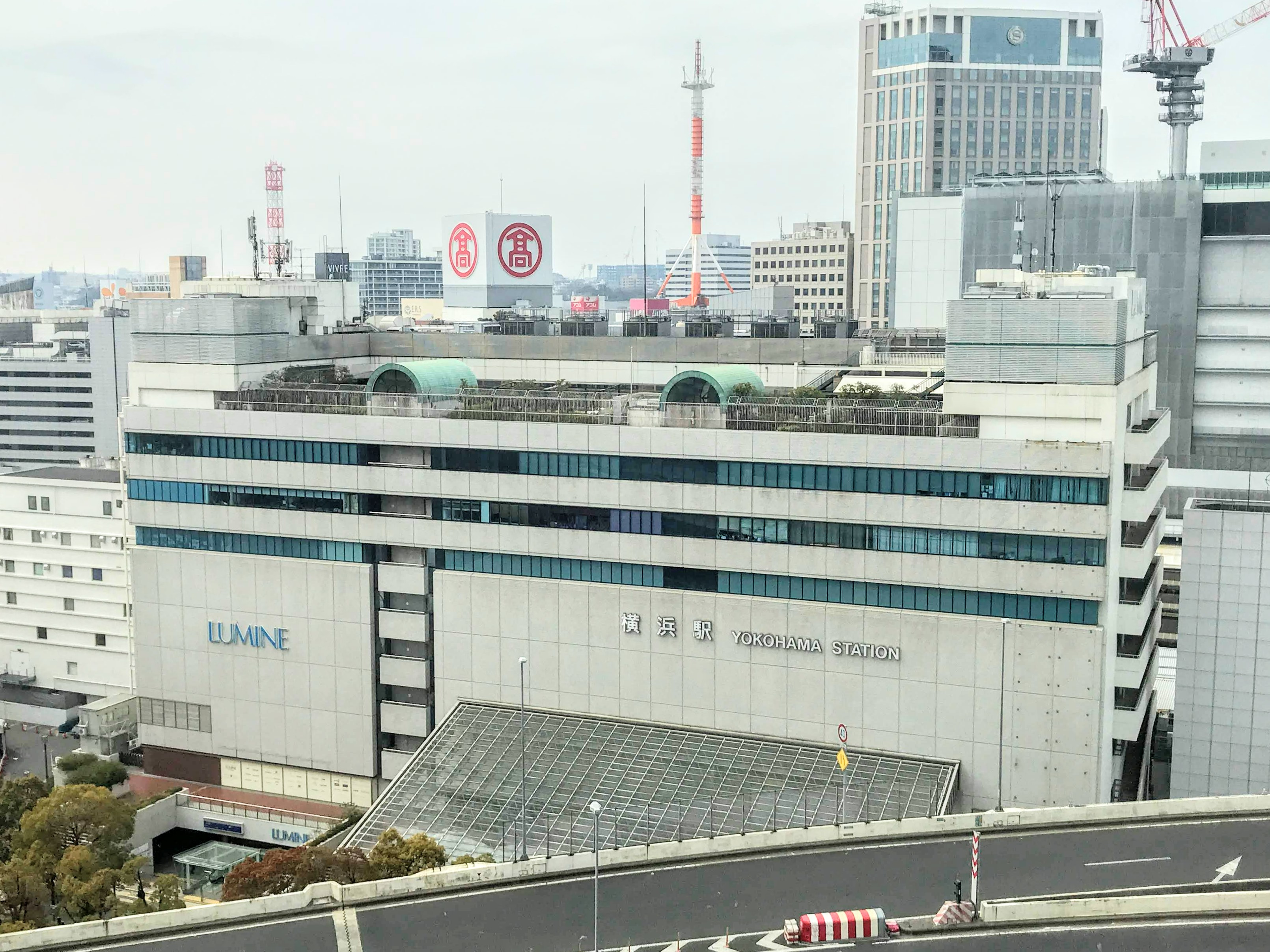
東口 LUMINE橫濱店（2019年3月）

橫濱新都市大廈2樓有空中步道「濱未來步道」通往日產汽車全球總部（港未來地區方向）。另外，SOGO與天空大廈所在的地區（出島地區）也屬於港未來地區的68街區。
- 東日本旅客鐵道橫濱支社（日语：東日本旅客鉄道横浜支社）
- 東日本旅客鐵道橫濱總綜合區事務所
- LUMINE橫濱店
- 橫濱PORTA（日语：横浜ポルタ）（地下街）
- SOGO橫濱店（日语：そごう横浜店）（橫濱新都市大廈）
- 橫濱天空大廈（日语：横浜スカイビル）（天空大廈）
  - 丸井橫濱店
  - 橫濱城市航空總站（日语：横浜シティ・エア・ターミナル）(YCAT)
- 港未來地區
- 國道1號
- 首都高速道路橫羽線橫濱站東口出入口、金港系統交流道

### 北東口
2006年2月啟用。以玻璃屋頂打造具開放感的空間。北通道位於地下1樓，因此本出口設有階梯與電扶梯連結。2009年12月，通往BAY QUARTER、PORTSIDE方向的空中步道「BAY QUARTER WALK」（ベイクォーターウォーク）竣工。
- 國道1號金港橋
- 月見橋（松本竣介繪畫「Y市之橋」的原型）
- 首都高速神奈川1號橫羽線、2號三澤線金港系統交流道
- 橫濱PORTSIDE地區（日语：ポートサイド地区）
  - 橫濱BAY QUARTER（日语：横浜ベイクォーター）
- 大宮預備校橫濱校
- 代代木講座（日语：代々木ゼミナール）橫濱東口本校

### 南東口
本出口位於與南通道連接的臨時通道（南東口通路），介於橫濱中央郵局與JR東日本橫濱支社之間（鄰接中央通道東口）。今後將配合周邊的再開發計畫重新整備南東口通道與出口。
- 東日本旅客鐵道橫濱支社
- 東日本旅客鐵道橫濱合作販售中心
- 東日本旅客鐵道橫濱綜合區事務所
- 橫濱中央郵局（日语：横浜中央郵便局）
  - 郵貯銀行橫濱店
- 橫濱PORTA
- 橫濱JUST（横浜ジャスト）1號館、2號館
  - 崎陽軒（日语：崎陽軒）本店
- 安利美特橫濱店
- LASHINBANG（日语：らしんばん）橫濱店
- First Place橫濱（ファーストプレイス横浜，高島二丁目地區再開發事業（日语：高島 (横浜市)））
- 日產橫濱大樓WESPORT（ウィスポート）
- 岩谷學園Techno business專門學校
  - 岩谷學園ArtisticB專門學校

### 西口

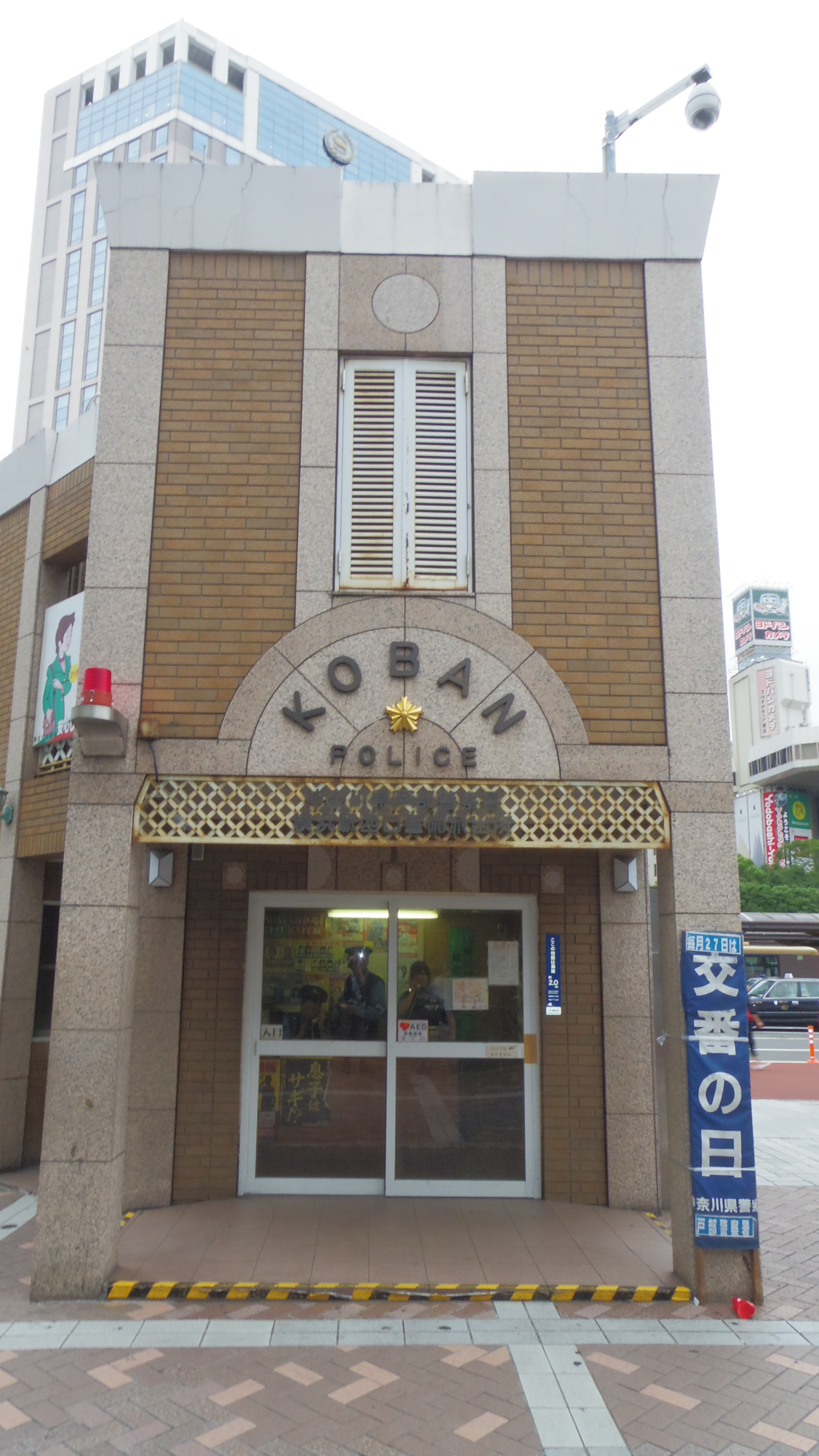
戶部警察署橫濱站西口警備派出所

過去是砂石放置場等荒地，1950年代起在地主相模鐵道（現相鐵控股）積極開發下形成一大繁華街。由於交通便利，此地開設許多專門學校。
- 高島屋橫濱店
- 相鐵JOINUS
- 橫濱岡田屋MORE'S（日语：横浜岡田屋モアーズ）
  - 東急手創館橫濱店
- 友都八喜橫濱（日语：ヨドバシ横浜）
  - 友都八喜多媒體橫濱
- 橫濱灣喜來登酒店及觀景塔（日语：横浜ベイシェラトン ホテル&タワーズ）
- 橫濱天理教館（日语：横浜天理教館）（天理大樓）
  - 岡村製作所（日语：岡村製作所）本社
- 相鐵本社大樓
  - 相鐵控股本社
  - 相模鐵道本社
- 神奈川縣立橫濱平沼高等學校（日语：神奈川県立横浜平沼高等学校）
- 唐吉訶德橫濱店
- 學校法人港未來學園橫濱齒科醫療專門學校（日语：学校法人みなとみらい学園）
- 學校法人岩崎學園（日语：学校法人岩崎学園）
  - 情報科学専門学校横浜西口校（日语：情報科学専門学校横浜西口校）
  - 橫濱f學院（日语：横浜fカレッジ）
  - 情報安全大學院大學（日语：情報セキュリティ大学院大学）
- 橫濱調理師專門學校（日语：横浜調理師専門学校）
- 代代木講座橫濱衛星廣場西口校
- GREGG外語專門學校（日语：グレッグ外語専門学校）橫濱校
- 橫濱医療専門学校（日语：横浜医療専門学校）
- 戶部警察署橫濱站西口警備派出所

### 北西口
2007年4月啟用。面對後巷的居酒屋街。周邊正在進行鶴屋橋替換工程與北西口鶴屋地區的再開發。出口現為暫時外觀。
- 橫濱岡田屋MORE'S
- 橫濱鶴屋町郵局
- 神奈川縣立橫濱翠嵐高等學校（日语：神奈川県立横浜翠嵐高等学校）

### 南西口（相鐵口）
過去稱為相鐵口，之後因應南通道啟用而更名為南西口。位於相鐵JOINUS南側，鄰接相模鐵道1樓剪票口。Palnade通（パルナード通り，橫濱市道183號線）沿線有許多量販店因此人潮眾多。橫濱市營地下鐵在此有出口4（出口內階梯）與出口5（出口外階梯）。
「橫濱站西口五番街」是昭和30年代前半成立、西口首屈一指的歡樂街。名稱是以該地位置「南幸1丁目5番地」以及「紐約第五大道」命名。過去酒店與酒吧林立，之後卡拉OK店與居酒屋、柏青哥店興起。2000年代，此地設置10座花壇「HAMAHANA」（ハマハナ），由橫濱站五番街商店會協同組合與特定非營利活動法人神奈川青年志工工廠進行定期管理保養。
- 相鐵JOINUS
- 戶部警察署（日语：戸部警察署）橫濱站相鐵口派出所
- 大和證券橫濱站西口分店
- 橫濱站西口五番街
- BIC CAMERA橫濱西口店
- MOVIL（日语：ムービル）
- HAMABOWL EAS（日语：ハマボール イアス）
- 唐吉訶德橫濱西口店
- 橫濱VIVRE（日语：横浜ビブレ）
  - BIC CAMERA OUTLET橫濱VIVRE店、Sofmap橫濱VIVRE店
- DOSPARA橫濱站前店
- 大榮橫濱西口店（日语：ダイエー横浜西口店）
- 河合塾（日语：河合塾）橫濱校本館、綠學院館
- Volks（日语：ボークス）橫濱展示場
- 橫濱站西口郵便局

## 巴士路線

### 路線巴士
東口、西口皆有巴士總站。有一般路線巴士與深夜巴士、高速巴士發車。

#### 東口巴士乘車處
以橫濱站東口第二廣場的身分在1981年11月進行整備。橫濱新都市大廈（SOGO）1樓有橫濱站前（橫濱站、橫濱站東口）總站，主要以往沿岸地區的路線為主。從櫻木町站、戶部站方向往東口巴士總站的路線巴士皆停靠橫濱站剪票口前巴士站（東口地下街PORTA入口旁）。另外，定期觀光巴士「Bayside Line」也從此地發車。
地下1樓與2樓可分別通往A〜C各月台陸島，1樓SOGO南電梯可通往A島、店內可通往C島。無法從地面的一般步道直接進入，巴士總站內也沒有平面移動的通道。
| 乘車處 | 系統        | 主要行經地                                                                     | 目的地                                            | 營運公司 |
| ------ | ----------- | ------------------------------------------------------------------------------ | ------------------------------------------------- | -------- |
| 1號    | 26          | 大棧橋、山下公園前                                                             | 橫濱港標誌塔 海釣棧橋 本牧Port Heights前 本牧車庫 | ■市營    |
| 1號    | A路線       | 紅磚倉庫、MARINE & WALK                                                        | 橫濱站前                                          | ■市營    |
| 2號    | 8           | 縣廳前、中華街入口、三溪園入口、（部分經本牧市民公園）                         | 本牧車庫                                          | ■市營    |
| 2號    | 58          | 縣廳前、中華街入口、根岸站前                                                   | 磯子站 磯子車庫                                   | ■市營    |
| 2號    | 148         | 中華街入口、三溪園入口                                                         | 【急行】本牧車庫                                  | ■市營    |
| 2號    | S路線       | 紅磚倉庫、MARINE & WALK、中華街入口                                            | 三溪園                                            | ■市營    |
| 3號    | 105         | 尾上町、元町                                                                   | 本牧車庫                                          | ■市營    |
| 4號    | 9           | 保土谷站東口、弘明寺                                                           | 瀧頭                                              | ■市營    |
| 4號    | 48          | 神奈川公園前、中央市場                                                         | COTTON HARBOR 東神奈川站                          | ■市營    |
| 4號    | 89（N路線） | 野毛町、野毛坂、野毛山動物園前                                                 | 【急行】一本松小學校                              | ■市營    |
| 5號    | 102         | 藤棚、浦舟町                                                                   | 瀧頭                                              | ■市營    |
| 6號    | 下車專用    | 下車專用                                                                       | 下車專用                                          | ■市營    |
| 7號    | 103         | 御所山、野毛坂、山元町                                                         | 根岸台 本牧車庫、根岸站                           | ■市營    |
| 8號    | 110         | 尾上町、浦舟町、瀧頭                                                           | 磯子站 杉田 杉田平和町                            | ■京急    |
| 9號    | 橫43        | 羽衣町、井土谷、引越坂                                                         | 戶塚站                                            | ■神奈中  |
| 9號    | 橫44        | 羽衣町、井土谷、引越坂、兒童醫療中心                                           | 戶塚站                                            | ■神奈中  |
| 10號   | 港61        | 羽衣町、弘明寺、上大岡站                                                       | 港南台站                                          | ■神奈中  |
| 11號   | 77          | 保土谷站東口、權太坂、平戶                                                     | 芹谷                                              | ■神奈中  |
| 11號   | 無編號      | 吉野町站前、上大岡站、打越                                                     | 栗木                                              | ■江之電  |
| 11號   | 無編號      | 吉野町站前、上大岡站、鎌倉女子大                                               | 大船站                                            | ■江之電  |
| 12號   | 下車專用    | 下車專用                                                                       | 下車專用                                          | 下車專用 |
| 13號   | 下車專用    | 下車專用                                                                       | 下車專用                                          | 下車專用 |
| 14號   | 141         | 橫濱皇后廣場                                                                   | Pacifico橫濱 PORTSIDE                             | ■京急    |
| 14號   | 109         | 山下埠頭入口、L8泊位 山下埠頭入口、大黑海釣公園 櫻木町站、山下埠頭入口、L8泊位 | 【急行】天空步道前                                | ■市營    |
| 14號   | 109         | 山下埠頭入口、L8泊位 山下埠頭入口、大黑海釣公園 櫻木町站、山下埠頭入口、L8泊位 | 橫濱站前                                          | ■市營    |
| 15號   | 7           | 大口通、東寺尾5丁目、三池道、（部分經東部醫院）                                | 川崎站西口                                        | ■市營    |
| 15號   | 29          | 大口通、東寺尾5丁目、三角                                                      | 鶴見站                                            | ■市營    |
| 15號   | 86          | 神奈川公園前、新町、子安                                                       | 生麥                                              | ■市營    |

#### 西口巴士乘車處
西口有「橫濱站西口」巴士站，可搭乘橫濱市營巴士、神奈川中央交通（部分由神奈川中央交通東行駛）、相鐵巴士。乘車處分為3處，站房前的地下街上是第1巴士乘車處（編號：1 - 15），橫濱灣喜來登酒店西側是第2巴士乘車處（編號：21 - 23），友都八喜對面的天理大樓前是第3巴士乘車處（編號：31 - 32）。
第1巴士乘車處只與地下街相通，必須進入地下街才能前往。
因應橫濱站西口再開發，巴士乘車處在2017年7月24日進行整編。

##### 第1巴士乘車處
| 乘車處 | 系統                | 主要行經地 | 目的地                                            | 營運公司      |
| ------ | ------------------- | --- | ------------------------------------------------- | ------------- |
| 1號    | 36                  | 六角橋、神大寺、片倉町站、西菅田團地、菅田町、鴨居站 六角橋、神大寺、片倉町站、西菅田團地                                                | 綠車庫 菅田町                                     | ■市營         |
| 1號    | 82                  | 六角橋、神大寺、片倉町站 | 八反橋 神大寺入口                                 | ■市營         |
| 2號    | 38                  | 六角橋、內路、東高校前、岸谷2丁目 六角橋、內路、新子安站西口                                                                             | 鶴見站西口                                        | ■市營         |
| 2號    | 39                  | 六角橋、小機站、東本鄉町、鴨居站、綠車庫 六角橋、小機站、東本鄉町、鴨居站                                                                | 中山站 綠車庫                                     | ■市營         |
| 2號    | 59                  | 浦島丘、港北小學校前、菊名站、大豆戶交差點                                                                                               | 綱島站                                            | ■市營         |
| 3號    | 35                  | 三澤綜合球場入口、三澤西町、神大寺入口                                                                                                   | 橫濱站西口（循環）                                | ■市營         |
| 3號    | 50                  | 松本、栗田谷、神大寺入口 松本、栗田谷 | 橫濱站西口（循環） 神大寺入口                     | ■市營         |
| 4號    | 25                  | 洪福寺、星川町、保土谷棒球場前 | 保土谷站西口                                      | ■市營         |
| 5號    | 31                  | 東白樂、白幡東町 | 大口站                                            | ■市營         |
| 6號    | 44                  | 三澤綜合球場、三枚町、天屋、八反橋、東泉寺前 三澤綜合球場入口、三枚町、東泉寺前、八反橋、天屋                                            | 橫濱站西口（循環、午前） 橫濱站西口（循環、午後） | ■市營         |
| 6號    | 87                  | 三澤綜合球場入口、市民醫院前、松本 三澤綜合球場入口、市民醫院前、淺間下                                                                  | 橫濱站西口（循環）                                | ■市營         |
| 7號    | 34                  | 三澤綜合球場入口、翠嵐高校前、澤渡 | 橫濱站西口（循環）                                | ■市營         |
| 7號    | 83                  | 三澤綜合球場入口、三枚町、東泉寺前 洪福寺、和田町、梅之木                                                                                | 旭硝子                                            | ■市營         |
| 8號    | 濱1                 | 三澤綜合球場入口、三枚町、東泉寺前、西菅田團地、小機站 三澤綜合球場入口、三枚町、東泉寺前、西菅田團地 三澤綜合球場入口、三枚町、東泉寺前 | 新橫濱站 小機站 西菅田團地                        | ■相鐵         |
| 8號    | 濱7                 | 三澤綜合球場入口 | 橫濱車庫                                          | ■相鐵         |
| 8號    | 濱13                | 三澤綜合球場入口、三枚町、羽澤、七里堰                                                                                                   | 上星川站                                          | ■相鐵         |
| 9號    | 濱11                | 三澤綜合球場入口、峰澤町、釜台住宅第3 三澤綜合球場入口、峰澤町                                                                           | 上星川站 釜台住宅第3                              | ■相鐵         |
| 10號   | 濱5                 | 三澤綜合球場入口、三澤西町、岡澤町、交通裁判所                                                                                           | 橫濱站西口（循環）                                | ■相鐵         |
| 10號   | 濱10                | 三澤綜合球場入口、三澤西町、岡澤町、橫濱國立大學正門前                                                                                   | 橫濱站西口（循環）                                | ■相鐵         |
| 11號   | 202                 | 淺間町車庫、洪福寺、和田町、岡澤町 | 橫濱站西口（外回循環）                            | ■市營         |
| 11號   | 204                 | | 淺間町車庫                                        | ■市營         |
| 11號   | 207                 | 淺間町車庫、洪福寺 | 保土谷車庫                                        | ■市營         |
| 12號   | 62(市營) 62(神奈中) | 洪福寺、和田町、梅之木 洪福寺、和田町、梅之木、千丸台團地                                                                                | 【急行】千丸台團地 【急行】千丸台集會所           | ■市營 ■神奈中 |
| 13號   | 1                   | 三澤西町、梅之木、鴨居町、綠車庫前 | 中山站                                            | ■神奈中       |
| 13號   | 橫51                | 洪福寺、和田町、梅之木、鴨居町、綠車庫前                                                                                                 | 中山站                                            | ■神奈中       |
| 13號   | 5                   | 洪福寺、和田町、鶴峰站、今宿、川井宿 | 若葉台中央                                        | ■神奈中       |
| 13號   | 橫04                | 洪福寺、和田町、鶴峰站、今宿、川井宿、龜甲山                                                                                             | 鶴間站東口                                        | ■神奈中東     |
| 13號   | 橫52                | 洪福寺、和田町、鶴峰站、今宿、川井宿 | 中山站                                            | ■神奈中       |
| 14號   | 92                  | 洪福寺、和田町、梅之木 | 【急行】笹山團地中央                              | ■市營         |
| 14號   | 201                 | 松本、三澤西町、岡澤町、橫濱國立大學正門前                                                                                               | 橫濱站西口（內回循環）                            | ■市營         |
| 14號   | 329                 | 松本、橫濱國立大學正門前 | 【急行】橫濱站西口（循環）                        | ■市營         |
| 15號   | 下車專用            | 下車專用 | 下車專用                                          | 下車專用      |

臨時路線
- 橫濱市營巴士 
  - 37：橫濱站西口 - 三澤球場前（直行） 
    - 日本發條三澤球技場舉行比賽時運行

  - 150A：橫濱站西口 - 橫濱國立大學正門前（直行）
  - 150B：橫濱站西口 - 橫濱國立大學正門前 - 國大西（直行） 
    - 橫濱國立大學開放校園與入學考試時運行
- 相鐵巴士 
  - 臨濱7：橫濱站西口 - 橫濱車庫
  - 日本發條三澤球技場舉行比賽時增班。
  - 臨濱10：橫濱站西口 - 橫濱國立大學正門前（直行） 
    - 橫濱國立大學開放校園與入學考試時運行

##### 第2巴士乘車處
| 乘車處 | 系統     | 主要行經地                                                     | 目的地             | 營運公司 |
| ------ | -------- | -------------------------------------------------------------- | ------------------ | -------- |
| 21號   | 橫17     | 洪福寺、保土谷站東口、狩場町、國道平戶                         | 東戶塚站東口       | ■神奈中  |
| 21號   | 橫46     | 洪福寺、保土谷站東口、狩場町、國道平戶、不動坂                 | 戶塚站東口         | ■神奈中  |
| 21號   | 62       | 洪福寺、和田町、梅之木                                         | 【急行】千丸台團地 | ■神奈中  |
| 21號   | 深夜急行 | 保土谷站東口、東戶塚站東口、上永谷站、港南台站                 | 大船站東口         | ■神奈中  |
| 21號   | 深夜     | 松本、栗田谷、神大寺入口、三澤綜合球場入口、洪福寺             | 保土谷車庫         | ■市營    |
| 21號   | 50       | 松本、栗田谷                                                   | 神大寺入口         | ■市營    |
| 22號   | 深夜     | 六角橋、小機站、東本鄉町、鴨居站、綠車庫                       | 中山站             | ■市營    |
| 22號   | 深夜急行 | 西谷站、二俣川站北口、三境站、大和站、相模大塚站、相模野站入口 | 海老名站           | ■相鐵    |
| 23號   | 下車專用 | 下車專用                                                       | 下車專用           | 下車專用 |

##### 第3巴士乘車處
| 乘車處 | 系統 | 主要行經地                                             | 目的地                    | 營運公司 |
| ------ | ---- | ------------------------------------------------------ | ------------------------- | -------- |
| 31號   | 53   | 洪福寺、保土谷站東口、兒童遊園地前                     | 平和台折返場              | ■市營    |
| 31號   | 68   | 洪福寺、久保山、浦舟町                                 | 瀧頭                      | ■市營    |
| 31號   | 旭4  | 洪福寺、保土谷站東口、法泉町、今井町                   | 美立橋                    | ■相鉄    |
| 31號   | 濱5  | 三澤綜合球場入口、三澤西町、岡澤町、交通裁判所         | 洪福寺                    | ■相鉄    |
| 31號   | 濱11 | 三澤綜合球場入口、峰澤町、釜台住宅第3                  | 上星川站                  | ■相鉄    |
| 32號   | 291  | 三澤綜合球場入口、片倉町站、六角橋北町、港北小學校前   | 大口站                    | ■市營    |
| 32號   | 濱4  | 洪福寺、元久保町、岩井町                               | 保土谷站東口              | ■相鐵    |
| 32號   | 濱16 | 洪福寺、星川町、和田町站、市澤町                       | 西原住宅                  | ■相鐵    |
| 32號   | 旭10 | 洪福寺、和田町站、鶴峰站、白根小學校前、旭台・上白根町 | 橫濱動物園 橫濱動物園北門 | ■相鐵    |

### 高速巴士
東口、西口與YCAT可搭乘高速巴士。

#### 東口乘車處（巴士總站）
白天班次
- 往浮島（日语：浮島町 (川崎市)）、小島地區（浮島町五番地、江川一丁目）方向 （京濱急行巴士、川崎鶴見臨港巴士（日语：川崎鶴見臨港バス））
- 往東京迪士尼度假區（京濱急行巴士、京成巴士）
- 水線高速巴士
  - 往木更津金田巴士總站（日语：木更津金田バスターミナル）、袖浦巴士總站（日语：袖ケ浦バスターミナル）、木更津站，往上總Arc（かずさアーク）（京濱急行巴士、日東交通（日语：日東交通 (千葉県)）、小湊鐵道）
  - 往三井Outlet Park木更津（日语：三井アウトレットパーク 木更津）（京濱急行巴士、小湊鐵道）
  - 往市原停車場（日语：市原バスターミナル）、五井站（京濱急行巴士、小湊鐵道）
  - 往市原鶴舞巴士總站（日语：市原鶴舞バスターミナル）、長南停車場、茂原站（京濱急行巴士、小湊鐵道）
  - 往君津巴士總站（日语：君津バスターミナル）、館山站（京濱急行巴士、日東交通）
- 往御殿場站、箱根桃源台（京濱急行巴士、小田急箱根高速巴士（日语：小田急箱根高速バス））
- 往箱根湯本站、初花飯店（ホテルはつはな）（京濱急行巴士、小田急箱根高速巴士）
- 輕井澤White Snow Shuttle　往輕井澤王子大飯店（日语：軽井沢プリンスホテル）西、輕井澤站北口（濱急行巴士、西武觀光巴士（日语：西武観光バス））
- Baybridge號 伊那市、駒根市、飯田市方向（伊那巴士（日语：伊那バス））
- 京都深草（日语：深草バスストップ）、大阪站方向 「橫濱Grand日間特急大阪號」（西日本JR巴士）
- 往勝沼、一宮、石和、山梨學院大學、甲府站、龍王（京濱急行巴士、山梨交通（日语：山梨交通））※周六日、假日與停課期間運行

夜間班次
- Nocturne號 弘前巴士總站（日语：弘前バスターミナル）、五所川原站方向（京濱急行巴士、弘南巴士（日语：弘南バス））
- BEAM 1號 盛岡站（日语：盛岡駅バスターミナル）、宮古站、道之驛三田（日语：道の駅やまだ）方向（羽田京急巴士（日语：羽田京急バス）、岩手縣北自動車（日语：岩手県北自動車））
- Dream秋田、橫濱號 秋田站、秋田大學方向（JR巴士東北）
- 仙台⇔首都圈線 長町站、仙台站方向（JR巴士東北）
- Dream福島、橫濱號 郡山站、福島站方向（JR巴士東北）
- 伊賀號 上野市站、名張市役所方向（三重交通）
- Grand Dream橫濱號 京都站、大阪站、USJ方向（西日本JR巴士）
- 青春Dream橫濱號 草津站、大阪站、USJ方向（西日本JR巴士）
- 千葉、TDR、東京、橫濱 - 大阪、神戶線 大阪梅田、神戶三宮方向 （京成巴士、阪急巴士（日语：阪急バス））
- MAPLE HARBOR 岡山、倉敷、福山、廣島方向（中國巴士（日语：中国バス））
- Grace Liner 名古屋方向／京都、大阪方向 （Grace觀光巴士）
- VIP Liner 京都、大阪方向（平成ENTERPRISE（日语：平成エンタープライズ））
- Sunshine Express 京都、大阪方向（Sunshine Express（日语：武元重機））
- KB Liner 南草津、京都、大阪方向／岡山、倉敷方向（三榮交通、千葉未來觀光巴士）
- Kirakira號 長岡、燕三條、新潟方向（櫻交通（日语：桜交通））

#### 東口乘車處（天空大廈前）
- AMY號 名古屋方向 （武井觀光）
- Kirakira號 仙台、石卷方向／京都、大阪方向 （櫻交通）
- KB Liner 大阪、姬路方向 （千葉未來觀光巴士）
- JAMJAM Liner 神戶三宮、姬路方向／難波、和歌山方向（JAMJAM EXPRESS（日语：ジャムジャムエクスプレス））
- 杉崎高速巴士 名古屋／姬路、岡山方向 （杉崎觀光巴士（日语：杉崎観光バス））

#### 西口乘車處
白天班次
第2巴士總站
- 往御殿場站、富士急高原樂園、河口湖站 「Lake Liner」（相鐵巴士（日语：相鉄バス）FUJIEXPRESS（日语：フジエクスプレス））
  - 夏季登山季的特定日會延長來回一班至富士山五合目
- 往相模湖度假區遊樂森林（日语：さがみ湖リゾート プレジャーフォレスト）（季節運行） （相鐵巴士、FUJIEXPRESS）

夜間班次
第1巴士總站
- 田澤湖線（江之電巴士）、Lake&Port號（羽後交通） 橫手（日语：横手バスターミナル）、大曲、角館、田澤湖站方向（江之電巴士（日语：江ノ電バス）、羽後交通）[注 18]
- 金澤、福井 - 橫濱湘南線 金澤站（日语：金沢駅バスターミナル）方向（江之電巴士、北陸鐵道）

第2巴士總站
- Flying Liner號 京都站、大阪站、藤井寺站方向（東北急行巴士（日语：東北急行バス）、近鐵巴士（日语：近鉄バス））
- Hello Bridge號 高松站、丸龜站方向（西東京巴士（日语：西東京バス）、四國高速巴士（日语：四国高速バス））
- Orange Liner愛媛號 松山市站、八幡濱站方向（西東京巴士、伊予鐵道）

## 水上交通
- 橫濱站東口（橫濱BAY QUARTER（日语：横浜ベイクォーター）內）
  - Sea Bus：港未來21浮棧橋（日语：ぷかりさん橋）、紅磚倉庫、山下公園（PORT SERVICE（日语：ポートサービス））

## 相鄰車站
東日本旅客鐵道（JR東日本）
 東海道線
- 特急「舞孃」「Saphir舞孃」、「鐮倉」、寝台特急「日出瀨戶」「日出出雲」停車站

■快速「ACTY」、■普通
川崎（JT 04）－橫濱（JT 05）－戶塚（JT 06）
 橫須賀線
- 特急「成田特快」停車站

新川崎（JO 14）－橫濱（JO 13）－保土谷（JO 12）
 湘南新宿線
- 特急「舞孃」「Saphir舞孃」停車站

■特別快速、■快速（高崎線－橫須賀線—東海道線直通）
武藏小杉（JS 15）－橫濱（JS 13）－戶塚（JS 10）
■普通（宇都宮線－橫須賀線直通）
新川崎（JS 14）－橫濱（JS 13）－ 保土谷（JS 12）
 京濱東北線、根岸線
■快速、■各站停車
東神奈川（京濱東北線、JK 13）－橫濱（JK 12）－櫻木町（根岸線、JK 11）
 橫濱線（櫻木町站 - 本站間為根岸線，本站 - 東神奈川站間為東海道本線（京濱東北線））
■快速、■各站停車
櫻木町（JK 11）－橫濱（JK 12）－東神奈川（JH 13）
 東急電鐵、 橫濱高速鐵道
 東橫線、 港未來線
- □S-TRAIN停車站（往西武秩父方向僅能乘車，往元町·中華街僅能下車）

■特急、□通勤特急、■急行
菊名（東橫線，TY16）－橫濱（TY21/MM01）－港未來（港未來線，MM03）
■各站停車
反町（東橫線，TY20）－橫濱（TY21/MM01）－新高島（港未來線，MM02）
1950年前此站與反町站之間設有神奈川站。
 京濱急行電鐵
 本線
- □翼號停車站（僅能乘車）

■快特
京急川崎（KK20）－橫濱（KK37）－上大岡（KK44）
■特急
神奈川新町（KK34）－橫濱（KK37）－上大岡（KK44）
■急行
京急東神奈川（KK35）－橫濱（KK37）－日之出町（KK39）
■普通
神奈川（KK36）－橫濱（KK37）－戶部（KK38）
1944年前此站與戶部站之間設有平沼站。
 相模鐵道（相鐵）
 相鐵本線
■特急、■通勤急行（僅到站）
橫濱（SO01）－西谷（SO08）
■快速
橫濱（SO01）－星川（SO05）
■各停
橫濱（SO01）－平沼橋（SO02）
 橫濱市營地下鐵（橫濱市交通局）
 藍線（3號線）
■快速
櫻木町（B18）－橫濱（B20）－新橫濱（B25）
■普通
高島町（B19）－橫濱（B20）－三澤下町（B21）

### 曾經存在的路線
東京急行電鐵
■東橫線
■特急、□通勤特急、■急行
橫濱－櫻木町
■各站停車
橫濱－高島町

## 相關作品
- 《橫濱車站SF》日本科幻小說家柞刈湯葉以橫濱車站開業至今止工程計畫從不中斷為靈感，創作的科幻小説。

## 腳註

### 資料來源

#### 條目本文
1. ↑  . 朝日新聞 (朝日新聞東京本社). 2015-11-24: 21 地域面 湘南版  [2015-11-24]. （原始内容存档于2021-01-01）.
2. ↑  藤亮平. . 読売新聞 (株式会社読売新聞東京本社). 2010-11-21: 31 地域面 横浜版  [2010-11-24]. （原始内容存档于2014-01-09）.
3. ↑  サンケイリビング新聞社; 横浜市市民局広報課. . ハマジン (神奈川: サンケイリビング新聞社横浜本部). 2010年7月, (17): 29  [2010-11-24].[永久]
4. 1 2 3 4 5  『JR時刻表』2010年8月号（交通新聞社刊）
5. ↑  横浜駅の物語「初代横浜駅データ」 的存檔，存档日期2014-12-09.建設産業図書館
6. ↑  「鉄道省告示第12号」『官報』1930年1月21日（国立国会図書館デジタルコレクション）
7. 1 2   (PDF) (新闻稿). 相模鉄道（株）. 2015-12-07  [2016-01-18]. （原始内容存档 (PDF)于2016-03-05）.
8. ↑  . はまれぽ.com. 2019-08-26  [2020-01-24]. （原始内容存档于2022-11-09）.
9. ↑  . 京浜急行電鉄. 2019-09-13  [2020-12-09]. （原始内容存档于2020-12-09） （日语）.
10. ↑   (PDF) (新闻稿). 東日本旅客鉄道株式会社横浜支社. 2019-09-26  [2019-10-09]. （原始内容 (PDF)存档于2019-10-09）.
11. ↑   (PDF) (新闻稿). 東日本旅客鉄道横浜支社. 2019-11-19  [2019-11-19]. （原始内容 (PDF)存档于2019-11-19）.
12. ↑   (PDF) (新闻稿). 相鉄アーバンクリエイツ、相鉄ビルマネジメント. 2019-11-26  [2020-12-11]. （原始内容 (PDF)存档于2020-12-07）.
13. ↑  . 相模鉄道. 2024-03-26  [2024-04-05]. （原始内容存档于2025-07-03）.
14. ↑   (PDF). 京浜急行電鉄.   [2024-10-22]. （原始内容存档 (PDF)于2025-07-03）.
15. ↑  .   [2013-10-02]. （原始内容存档于2013-10-05）.
16. ↑  .   [2015-02-24]. （原始内容存档于2017-09-03）.
17. ↑  . 交友社. 2015-03-08  [2015-03-09]. （原始内容存档于2021-01-01）.
18. ↑  . 東急電鉄. 2015-01-09  [2015-03-09]. （原始内容存档于2016-04-28）.
19. ↑  横浜高速鉄道・東京急行電鉄.  (PDF). 2015-01-09  [2015-06-11]. （原始内容 (PDF)存档于2015-02-24）.
20. ↑  2017年3月25日（土）から「S-TRAIN」運行開始！ 的存檔，存档日期2017年1月13日，. 西武鉄道株式会社 2017年1月10日
21. ↑   (PDF).   [2013-10-02]. （原始内容 (PDF)存档于2013-10-04）.
22. ↑  横浜高速鉄道株式会社・有価証券報告書 第24期 第一部3.(3) 京浜急行・横浜駅の駅総合改善事業（北部改札と、みなみ通路への接続通路も補助対象）
23. ↑  . ヨコハマ経済新聞.   [2013-10-02]. （原始内容存档于2021-01-01）.
24. ↑  . 京浜急行電鉄. 2015-05-19  [2015-05-21]. （原始内容存档于2015年5月21日）.
25. ↑   (新闻稿). 京浜急行電鉄. 2008-11-14  [2015-06-11]. （原始内容存档于2008-12-01）.[]
26. ↑  . ORICON STYLE.   [2013-10-02]. （原始内容存档于2013-10-14）.
27. ↑  . 相鉄グループ.   [2014-03-24]. （原始内容存档于2014-02-17）.
28. ↑   (PDF). 相模鉄道. 2012-03-01  [2015-06-11]. （原始内容 (PDF)存档于2015-09-24）.
29. ↑   (PDF). 交通広告ナビ.   [2013-10-02]. （原始内容存档 (PDF)于2021-01-01）.
30. ↑  . 相模鉄道.   [2016-12-20]. （原始内容存档于2016-12-27）.
31. ↑  . 相模鉄道.   [2017-02-21]. （原始内容存档于2017-02-22）.
32. ↑   (PDF).   [2013-10-02]. （原始内容 (PDF)存档于2013-10-12）.
33. ↑   (PDF).   [2013-10-02]. （原始内容 (PDF)存档于2013-10-04）.
34. ↑  横浜市交通局現業機関設置規程 的存檔，存档日期2015-09-23.
35. ↑  駅別乗降者数総覧 ’08 エンタテイメントビジネス総合研究所
36. ↑   (PDF). 横浜市. 2013-03  [2015-07-05]. （原始内容 (PDF)存档于2016-03-04）.
37. ↑  横浜市の都市再生（都市再生緊急整備地域）の取組について （页面存档备份，存于） >  (PDF). 横浜市都市整備局.   [2018-01-21]. （原始内容 (PDF)存档于2014-04-26）.
38. ↑   (PDF) (新闻稿). 横浜市都市整備局. 2012-01-20  [2018-01-21]. （原始内容 (PDF)存档于2014-04-26）.
39. 1 2  . はまれぽ.com. 2017-03-08  [2018-01-23]. （原始内容存档于2021-01-01）.
40. ↑  鶴屋橋架替事業について （页面存档备份，存于）（横浜市道路局 2013年4月10日作成、2014年11月11日更新）
41. ↑  . はまれぽ.com. 2015-09-27  [2018-01-23]. （原始内容存档于2021-01-01）.
42. ↑  . はまれぽ.com. 2012-02-08  [2018-01-23]. （原始内容存档于2021-03-12）.
43. ↑  僅週六末班車。

#### 報道發表資料
JR東日本
1. 1 2 3   (PDF) (新闻稿). 東日本旅客鉄道横浜支社. 2020-06-08  [2020-06-08]. （原始内容 (PDF)存档于2020-06-08）.
2. ↑   (PDF) (新闻稿). ルミネ. 2020-06-08  [2021-01-12]. （原始内容 (PDF)存档于2021-01-12） （日语）.
3. ↑   (PDF) (新闻稿). 東日本旅客鉄道. 2020-06-30  [2020-06-30]. （原始内容 (PDF)存档于2020-06-30）.
4. 1 2 3   (PDF) (新闻稿). 東日本旅客鉄道横浜支社. 2020-07-17  [2020-07-17]. （原始内容 (PDF)存档于2020-07-17）.
5. 1 2   (PDF) (新闻稿). JR東日本リテールネット: 2 – 3. 2020-07-09  [2020-07-09]. （原始内容 (PDF)存档于2020-07-09） （日语）.
6. ↑   (PDF) (新闻稿). 東日本旅客鉄道. 2020-07-27  [2020-07-27]. （原始内容 (PDF)存档于2020-07-27）.
7. ↑   (PDF) (新闻稿). 東日本旅客鉄道横浜支社／びゅうトラベルサービス. 2022-01-21  [2022-07-28]. （原始内容 (PDF)存档于2022-07-28）.

#### 利用狀況
JR、私鐵、地下鐵的1日平均使用人數
1. ↑  各駅の乗車人員 - JR東日本
2. ↑  1日平均各駅乗降人員PDF - 相模鉄道

JR東日本1999年度以後的上車人次
1. ↑  各駅の乗車人員（1999年度） （页面存档备份，存于） - JR東日本
2. ↑  各駅の乗車人員（2000年度） 的存檔，存档日期2014-10-09. - JR東日本
3. ↑  各駅の乗車人員（2001年度） （页面存档备份，存于） - JR東日本
4. ↑  各駅の乗車人員（2002年度） （页面存档备份，存于） - JR東日本
5. ↑  各駅の乗車人員（2003年度） （页面存档备份，存于） - JR東日本
6. ↑  各駅の乗車人員（2004年度） （页面存档备份，存于） - JR東日本
7. ↑  各駅の乗車人員（2005年度） 的存檔，存档日期2014-10-09. - JR東日本
8. ↑  各駅の乗車人員（2006年度） （页面存档备份，存于） - JR東日本
9. ↑  各駅の乗車人員（2007年度） （页面存档备份，存于） - JR東日本
10. ↑  各駅の乗車人員（2008年度） （页面存档备份，存于） - JR東日本
11. ↑  各駅の乗車人員（2009年度） （页面存档备份，存于） - JR東日本
12. ↑  各駅の乗車人員（2010年度） 的存檔，存档日期2014-10-06. - JR東日本
13. ↑  各駅の乗車人員（2011年度） 的存檔，存档日期2014-10-08. - JR東日本
14. ↑  各駅の乗車人員（2012年度） 的存檔，存档日期2014-10-07. - JR東日本
15. ↑  各駅の乗車人員（2013年度） （页面存档备份，存于） - JR東日本
16. ↑  各駅の乗車人員（2014年度） （页面存档备份，存于） - JR東日本
17. ↑  各駅の乗車人員（2015年度） 的存檔，存档日期2001-05-06. - JR東日本
18. ↑  各駅の乗車人員（2016年度） （页面存档备份，存于） - JR東日本
19. ↑  各駅の乗車人員（2017年度） （页面存档备份，存于） - JR東日本
20. ↑  各駅の乗車人員（2018年度） （页面存档备份，存于） - JR東日本
21. ↑  各駅の乗車人員（2019年度） （页面存档备份，存于） - JR東日本
22. ↑  各駅の乗車人員（2020年度） （页面存档备份，存于） - JR東日本
23. ↑  各駅の乗車人員（2021年度） （页面存档备份，存于） - JR東日本
24. ↑  各駅の乗車人員（2022年度） （页面存档备份，存于） - JR東日本
25. ↑  各駅の乗車人員（2023年度） （页面存档备份，存于） - JR東日本

東急電鐵1日平均使用人數
1. 1 2  東急電鉄株式会社. .   [2025-06-16]. （原始内容存档于2021-01-01）.
2. 1 2  東急電鉄株式会社. .   [2024-06-08]. （原始内容存档于2025-05-28）.

相模鐵道1日平均使用人數
京浜急行電鐵1日平均使用人數
1. ↑  京浜急行電鉄株式会社.  (PDF).   [2025-06-16]. （原始内容 (PDF)存档于2025-05-11）.
2. ↑  京浜急行電鉄株式会社. .   [2025-06-16]. （原始内容存档于2025-06-13）.

橫濱高速鉄道1日平均使用人數
1. 1 2   (pdf). 横浜高速鉄道. 2024-06-10  [2024-07-03]. （原始内容存档 (PDF)于2024-06-24）.
2. ↑   (pdf). 横浜高速鉄道. 2025-06-13  [2025-06-16]. （原始内容存档 (PDF)于2025-06-16）.

橫濱市營地下鐵1日平均使用人數
JR、私鐵、地下鐵的統計資料
1. 1 2 3 4 5 6  横浜市統計ポータル （页面存档备份，存于） - 横浜市
2. ↑  各種報告書 （页面存档备份，存于） - 関東交通広告協議会
3. ↑   (PDF).   [2017-06-15]. （原始内容 (PDF)存档于2017-08-01）.

神奈川縣縣勢要覽
1. ↑  平成12年
2. 1 2  平成13年PDF
3. ↑  平成14年PDF
4. ↑  平成15年PDF
5. ↑  平成16年PDF
6. ↑  平成17年PDF
7. ↑  平成18年PDF
8. ↑  平成19年PDF
9. ↑  平成20年PDF
10. ↑  平成21年PDF
11. ↑  平成22年PDF
12. ↑  平成23年PDF
13. ↑  平成24年PDF
14. ↑  平成25年PDF
15. ↑  平成26年PDF
16. ↑  平成27年PDF
17. ↑  平成28年PDF
18. ↑  平成29年PDF
19. ↑  平成30年PDF
20. ↑  令和元年PDF
21. ↑  令和2年PDF
22. ↑  令和3年PDF
23. ↑  令和4年PDF
24. ↑  令和5年PDF - 201ページ

## 外部連結
- 車站資訊（橫濱）：東日本旅客鐵道
- 橫濱（各站資訊） - 東急電鐵
- 橫濱站（各站資訊） - 京濱急行電鐵
- 橫濱 - 相模鐵道
- 橫濱站 （页面存档备份，存于） - 橫濱高速鐵道
- 橫濱站 （页面存档备份，存于） - 橫濱市交通局

35°27′58″N 139°37′22″E / 35.46611°N 139.62278°E